# Woiwodschaft Niederschlesien

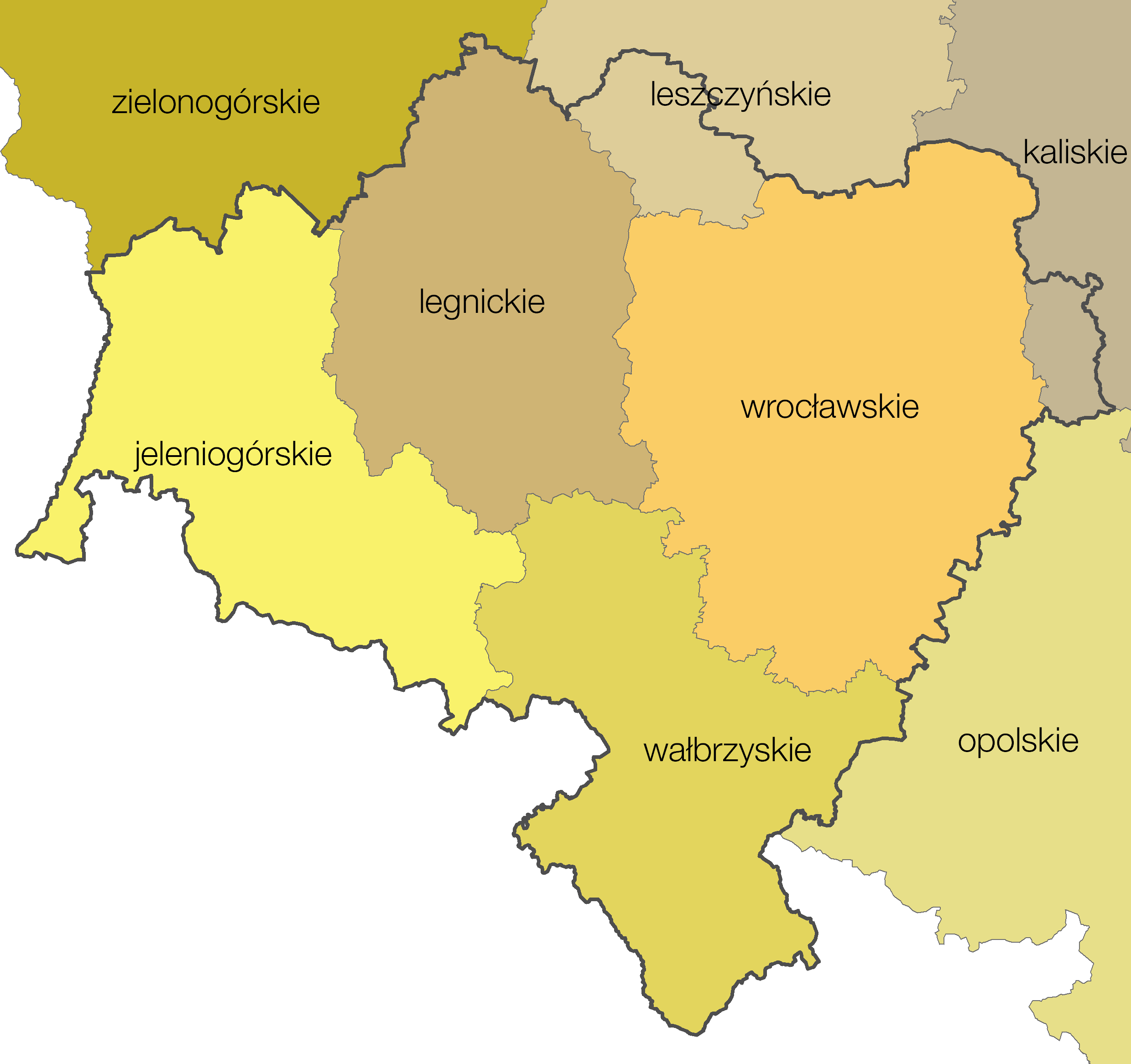
Aufteilung der heutigen Woiwodschaft Niederschlesien in ehemalige Woiwodschaften

Die Woiwodschaft Niederschlesien (polnisch województwo dolnośląskie) ist eine der 16 Woiwodschaften der Republik Polen. Sie umfasst den südwestlichen Teil Polens und grenzt innerhalb des Landes im Norden an die Woiwodschaft Lebus, im Nordosten an Großpolen und im Osten an Oppeln. Im Westen grenzt Niederschlesien an Deutschland (Landkreis Görlitz in Sachsen) und im Süden an Tschechien. Hauptstadt ist Wrocław (Breslau).
Im Süden der Woiwodschaft liegt mit dem zu den Sudeten gehörenden Riesengebirge eine der wichtigsten Fremdenverkehrsregionen Polens, im Westen – zwischen Queis und Lausitzer Neiße – der polnische Teil der Oberlausitz.
Die Woiwodschaft wurde nach der historischen Region Niederschlesien benannt.

## Geschichte
Die Woiwodschaft Niederschlesien entstand 1999 im Zuge der polnischen Verwaltungsreform aus der Vereinigung der alten Woiwodschaften Wrocław (Breslau), Jelenia Góra (Hirschberg), Legnica (Liegnitz) und Wałbrzych (Waldenburg) sowie aus Teilen der Woiwodschaften Kalisz (Kalisch) und Leszno (Lissa).

## Wappen
Beschreibung: In Gold ein schwarzer Adler mit in einem Kreuz auslaufenden silbernem Brustmond.

## Verwaltungsgliederung
Die Woiwodschaft Niederschlesien ist in 26 Landkreise und vier kreisfreie Städte unterteilt. Sie bilden zwar unter ihrem Namen ebenfalls einen Landkreis, gehören ihm aber selbst nicht an.

### Kreisfreie Städte
- Wrocław (Breslau) 641.928; 293 km²
- Wałbrzych (Waldenburg) 109.971; 85 km²
- Legnica (Liegnitz) 98.436; 56 km²
- Jelenia Góra (Hirschberg) 78.335; 108 km²

### Landkreise
- Bolesławiec (Bunzlau) 89.762; 1.303 km²
- Dzierżoniów (Reichenbach) 99.935; 478 km²
- Głogów (Glogau) 88.447; 443 km²
- Góra (Guhrau) 34.552; 738 km²
- Jawor (Jauer) 49.734; 581 km²
- Jelenia Góra (Hirschberg) 63.333; 628 km²
- Kamienna Góra (Landeshut in Schlesien) 42.824; 396 km²
- Kłodzko (Glatz) 156.283; 1.643 km²
- Legnica (Liegnitz) 55.110; 745 km²
- Lubań (Lauban) 53.852; 428 km²
- Lubin (Lüben) 105.896; 712 km²
- Lwówek (Löwenberg) 45.599; 710 km²
- Milicz (Militsch) 36.800; 715 km²
- Oleśnica (Oels) 107.268; 1.050 km²
- Oława (Ohlau) 76.733; 524 km²
- Polkowice (Polkwitz) 62.997; 780 km²
- Strzelin (Strehlen) 43.221; 622 km²
- Środa Śląska (Neumarkt in Schlesien) 55.508; 704 km²
- Świdnica (Schweidnitz) 156.015; 743 km²
- Trzebnica (Trebnitz) 85.226; 1.026 km²
- Wałbrzych (Waldenburg) 55.107; 430 km²
- Wołów (Wohlau) 46.623; 675 km²
- Wrocław (Breslau) 156.322; 1.116 km²
- Ząbkowice (Frankenstein) 64.080; 802 km²
- Zgorzelec (Görlitz) 88.386; 838 km²
- Złotoryja (Goldberg in Schlesien) 43.038; 575 km²

(Einwohner und Fläche am 31. Dezember 2020)
| Landkreise        | Größte            | Kleinste              |
| ----------------- | ----------------- | --------------------- |
| flächenmäßig      | Powiat Kłodzki    | Powiat Kamiennogórski |
| bevölkerungsmäßig | Powiat Wrocławski | Powiat Górowski       |

### Planungsregionen
Niederschlesien ist außerdem in fünf statistische Planungsregionen unterteilt:
|   | Planungsregion     | Landkreise in der Region                                                                             |
| - | ------------------ | --- |
| 1 | Miasto Wrocław     | Stadt Wrocław                                                                                        |
| 2 | Wrocławski         | Milicz, Oleśnica, Oława, Strzelin, Środa Śląska, Trzebnica, Wołów, Wrocław                           |
| 3 | Wałbrzyski         | Stadt Wałbrzych, Dzierżoniów, Kłodzko, Świdnica, Wałbrzych, Ząbkowice Śląskie                        |
| 4 | Legnicko-Głogowski | Stadt Legnica, Głogów, Góra, Legnica, Lubin, Polkowice, Złotoryja                                    |
| 5 | Jeleniogórski      | Stadt Jelenia Góra, Bolesławiec, Jawor, Jelenia Góra, Kamienna Góra, Lubań, Lwówek Śląski, Zgorzelec |

## Geographie

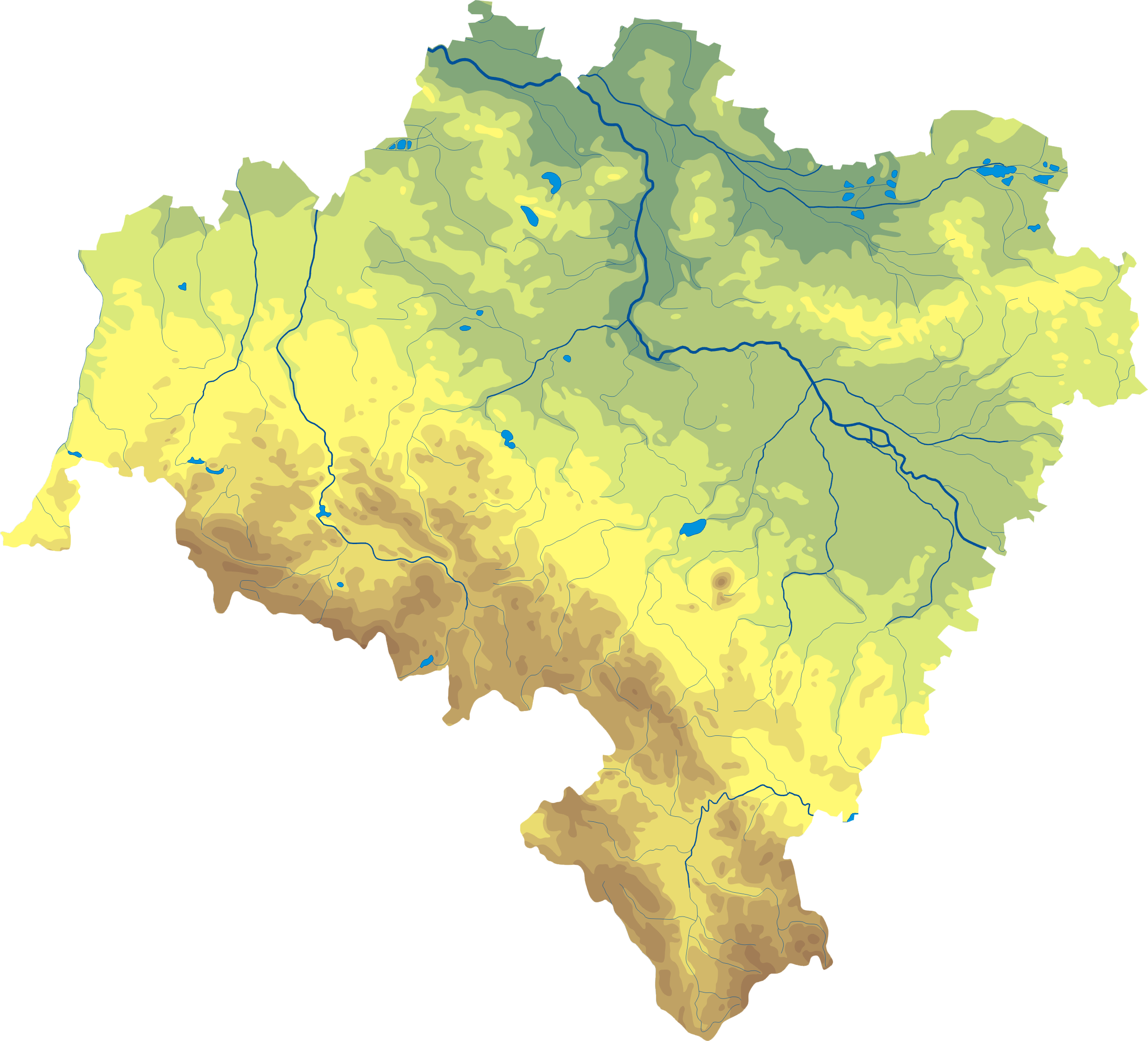
Topographie Niederschlesiens

Schneekoppe

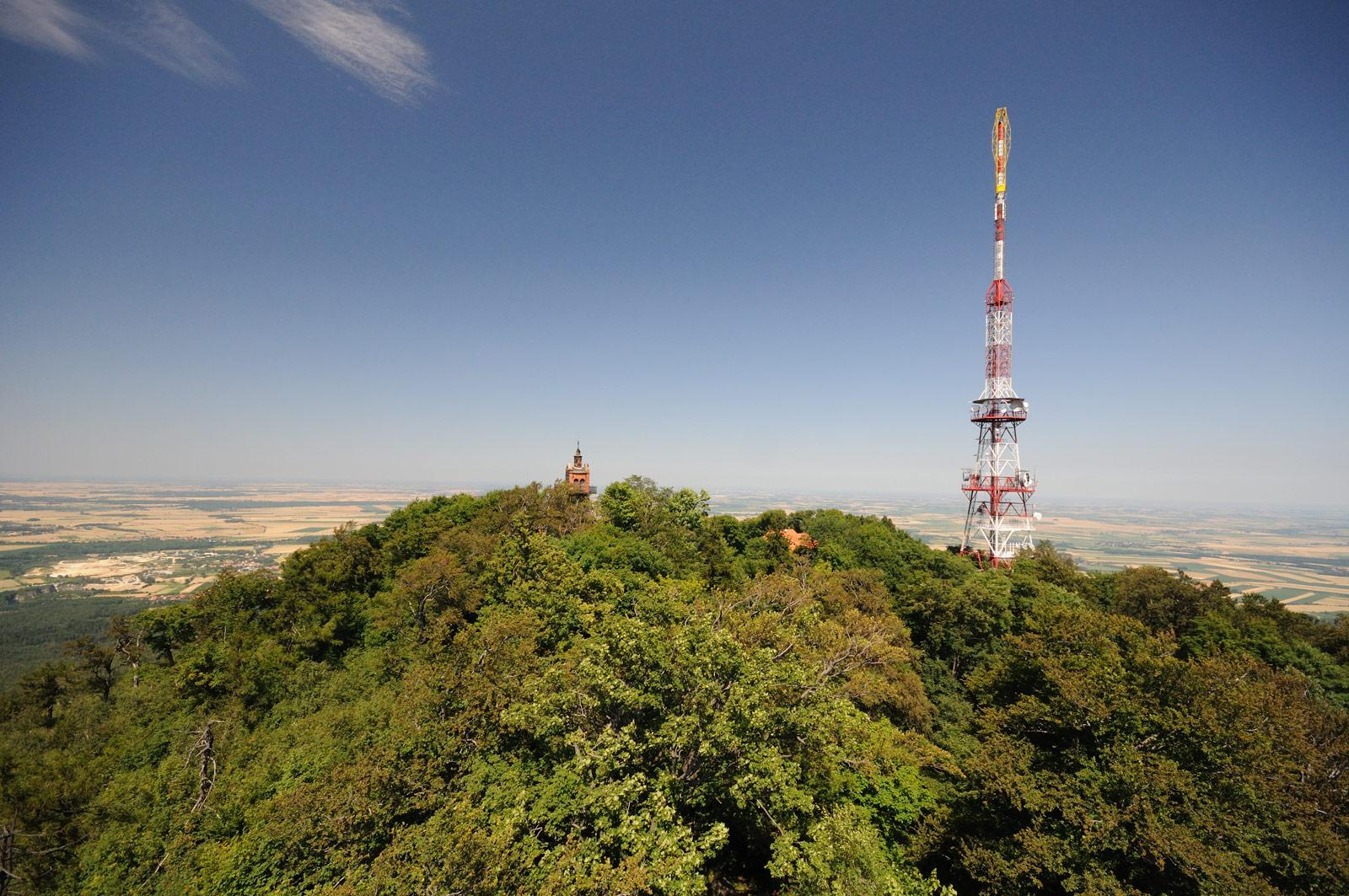
Ślęża

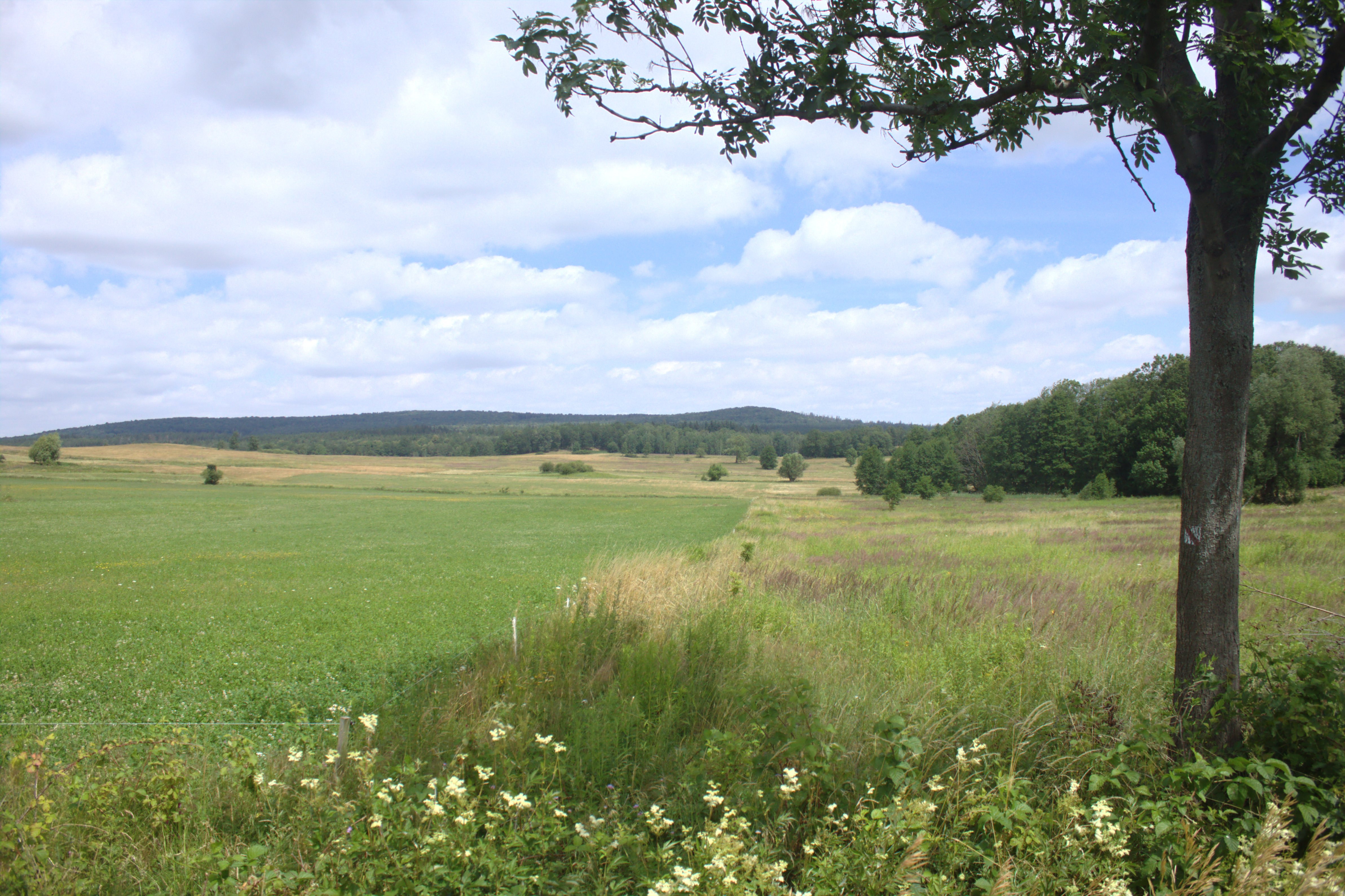
Landschaft im Sudetenvorland

### Landschaft
Die Woiwodschaft Niederschlesien weist ein sehr abwechslungsreiches Landschaftsbild auf. Über ein Drittel der Fläche nehmen die Mittelgebirge der Sudeten sowie deren Ausläufer ein. Die Sudeten erstrecken sich entlang der Grenze zu Tschechien. Zu den Sudeten gehören in Niederschlesien unter anderem folgende Gebirgszüge:
- Isergebirge (Góry Izerskie)
- Riesengebirge (Karkonosze)
- Bober-Katzbach-Gebirge (Góry Kaczawskie)
- Rabengebirge (Góry Krucze)
- Waldenburger Bergland (Pogórze Wałbrzyskie)
- Eulengebirge (Góry Sowie)
- Heuscheuergebirge (Góry Stołowe)
- Adlergebirge (Góry Orlickie)
- Glatzer Schneegebirge (Masyw Śnieżnika)

Im Riesengebirge befindet sich mit der 1.603 Meter hohen Schneekoppe (Śnieżka) der höchste Berg Niederschlesiens, der Sudeten insgesamt und zugleich auch der angrenzenden Tschechischen Republik. Richtung Norden und Nordosten grenzt das Sudetenvorland an. Hier befindet sich mit der 718 Meter hohen Ślęża ein exponierter Gipfel, der den mit Abstand höchsten Punkt außerhalb der Sudeten darstellt.
Nördlich von Breslau befindet sich außerdem der Höhenzug des Katzengebirges (Wzgórza Trzebnickie) mit Höhen bis rund 260 Meter inmitten der ansonsten eher flachen Nizina Śląska (Schlesische Tiefebene), die weite Teile Niederschlesiens abdeckt. Die Nizina Śląska wird im Westen durch die Nizina Śląsko-Łużycka begrenzt.
Beide Regionen gelten mit ihren Lössböden und teilweise Schwarzerden als ausgesprochen fruchtbar und werden somit in weiten Teilen intensiv landwirtschaftlich genutzt. Die einzige Ausnahme bildet hierbei der stark bewaldete Nordwesten Niederschlesiens, in dem Sandböden vorherrschen.
Rund 30 Prozent Niederschlesiens sind bewaldet, wobei die Bory Dolnośląskie (Niederschlesische Heide) im Grenzgebiet zur Woiwodschaft Lebus und zu Deutschland das größte zusammenhängende Waldgebiet darstellen. Dort befindet sich mit den Truppenübungsplätzen Żagań und Świętoszów eines der größten militärischen Übungsgebiete in Polen und Europa.

### Rohstoffe
Niederschlesien gilt innerhalb Polens als rohstoffreiche Region. Von wirtschaftlich großer Bedeutung sind die Kupferbergbauregion bei Lubin und der Braunkohletagebau Turów bei Bogatynia im Dreiländereck zu Deutschland und Tschechien. Durch langjährige Luftverschmutzung insbesondere aus dem Braunkohlerevier Turów sowie aus angrenzenden Gebieten in den Nachbarländern sind allerdings die Wälder des Iser- und Riesengebirges stark beschädigt, wodurch die Region im Südwesten Niederschlesiens zum sogenannten Schwarzen Dreieck gehört. In der Vergangenheit wurde in der Region Wałbrzych außerdem Steinkohle abgebaut, wie beispielsweise in den Bergwerken Julia oder Victoria.
Daneben existieren zahlreiche regionale Lagerstätten von Steinsalz, Erdgas, Silber, Gold, Baryt oder Basalten.

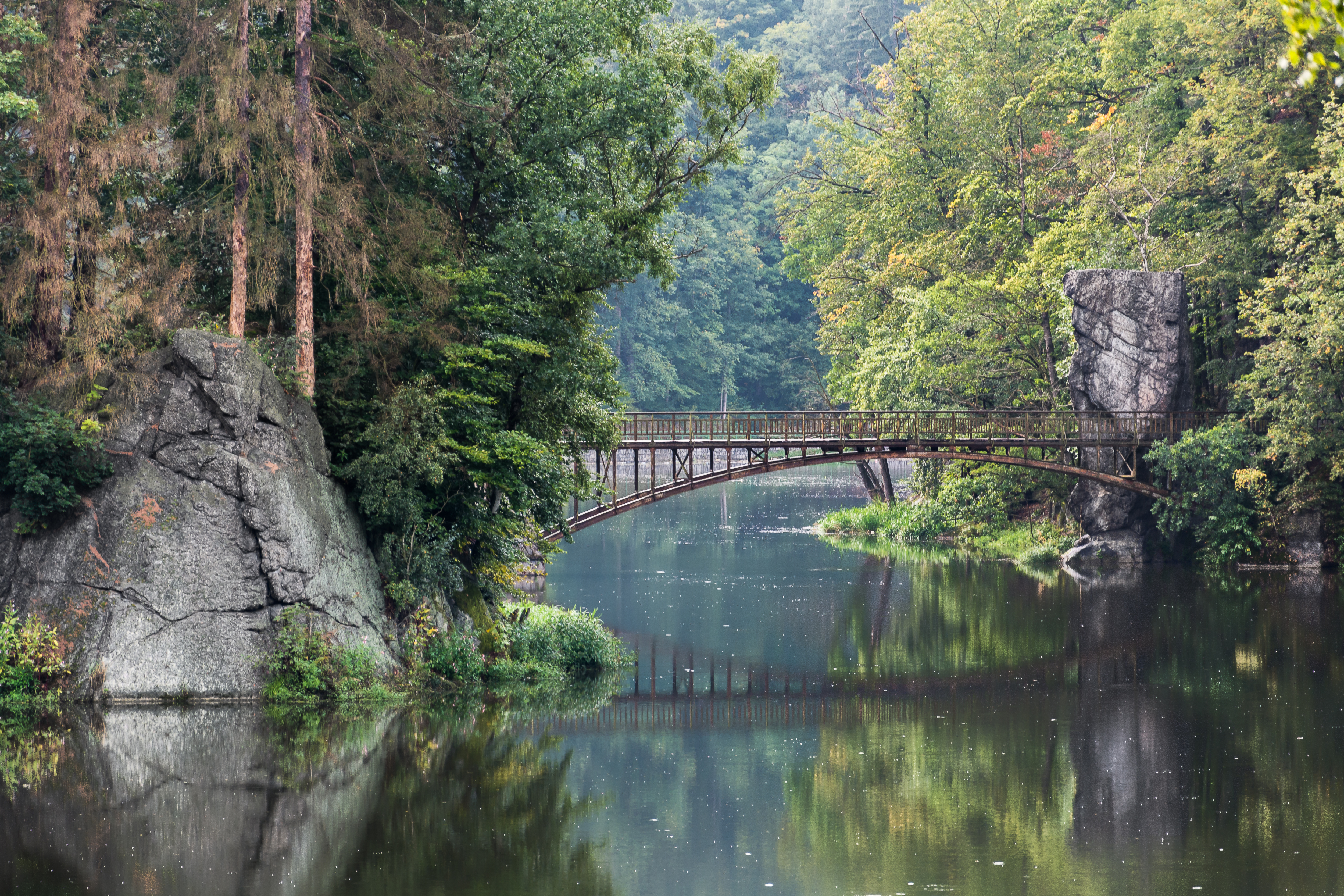
Der See Jezioro Modre im Verlauf des Bober

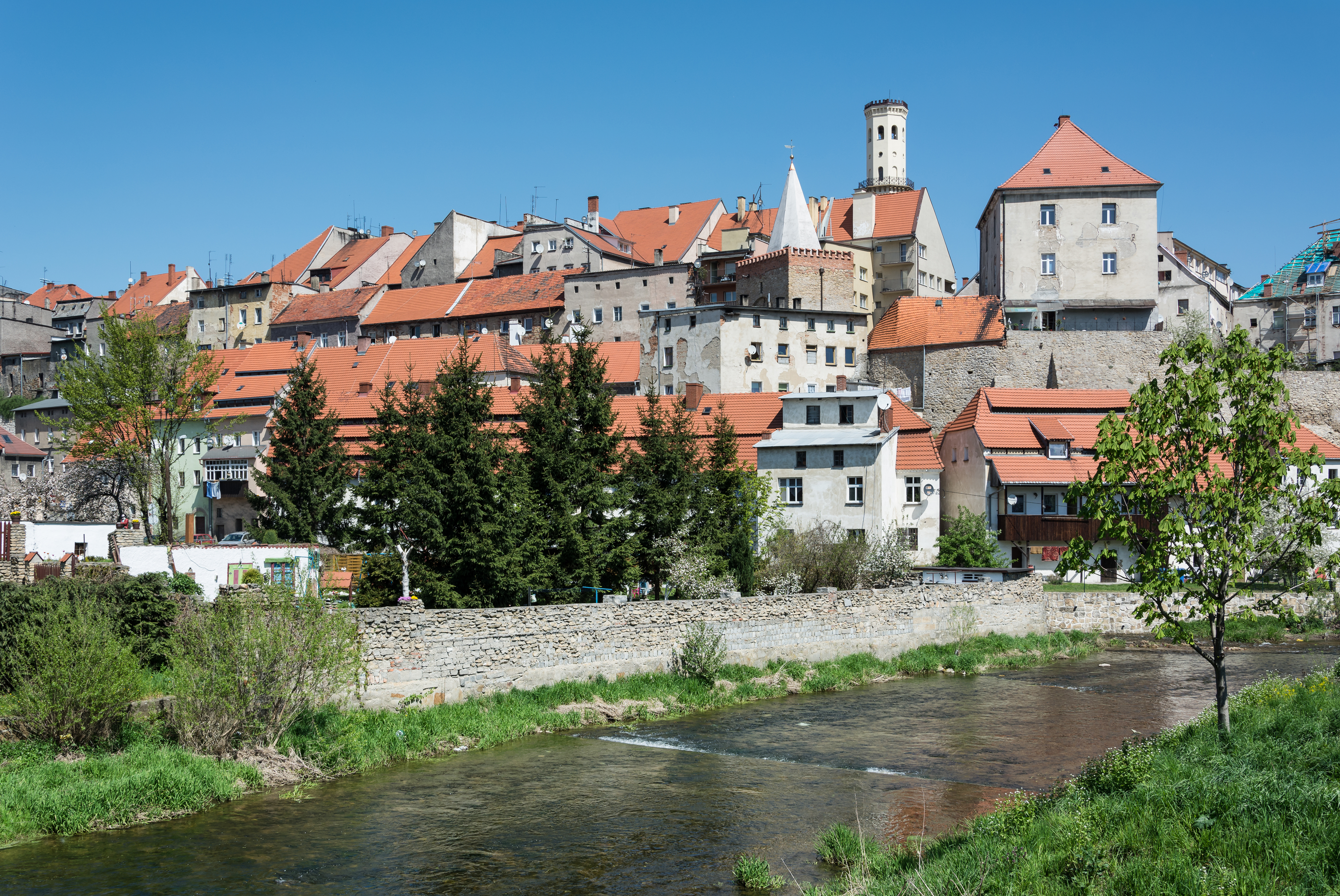
Die Glatzer Neiße in Bystrzyca Kłodzka

### Gewässer
Der wichtigste Fluss Niederschlesiens ist die Odra (Oder), an der sich unter anderem die Städte Wrocław und Głogów befinden. Weitere bedeutende Flüsse sind:
- Bóbr (Bober)
- Nysa Łużycka (Lausitzer Neiße)
- Nysa Kłodzka (Glatzer Neiße)
- Barycz (Bartsch)
- Kwisa (Queis)
- Kaczawa (Katzbach)
- Widawa (Weide)
- Oława (Ohle)
- Ślęza (Lohe)
- Bystrzyca (Schweidnitzer Weistritz)
- Bystrzyca Dusznicka (Reinerzer Weistritz)
- Nysa Szalona (Wütende Neiße)

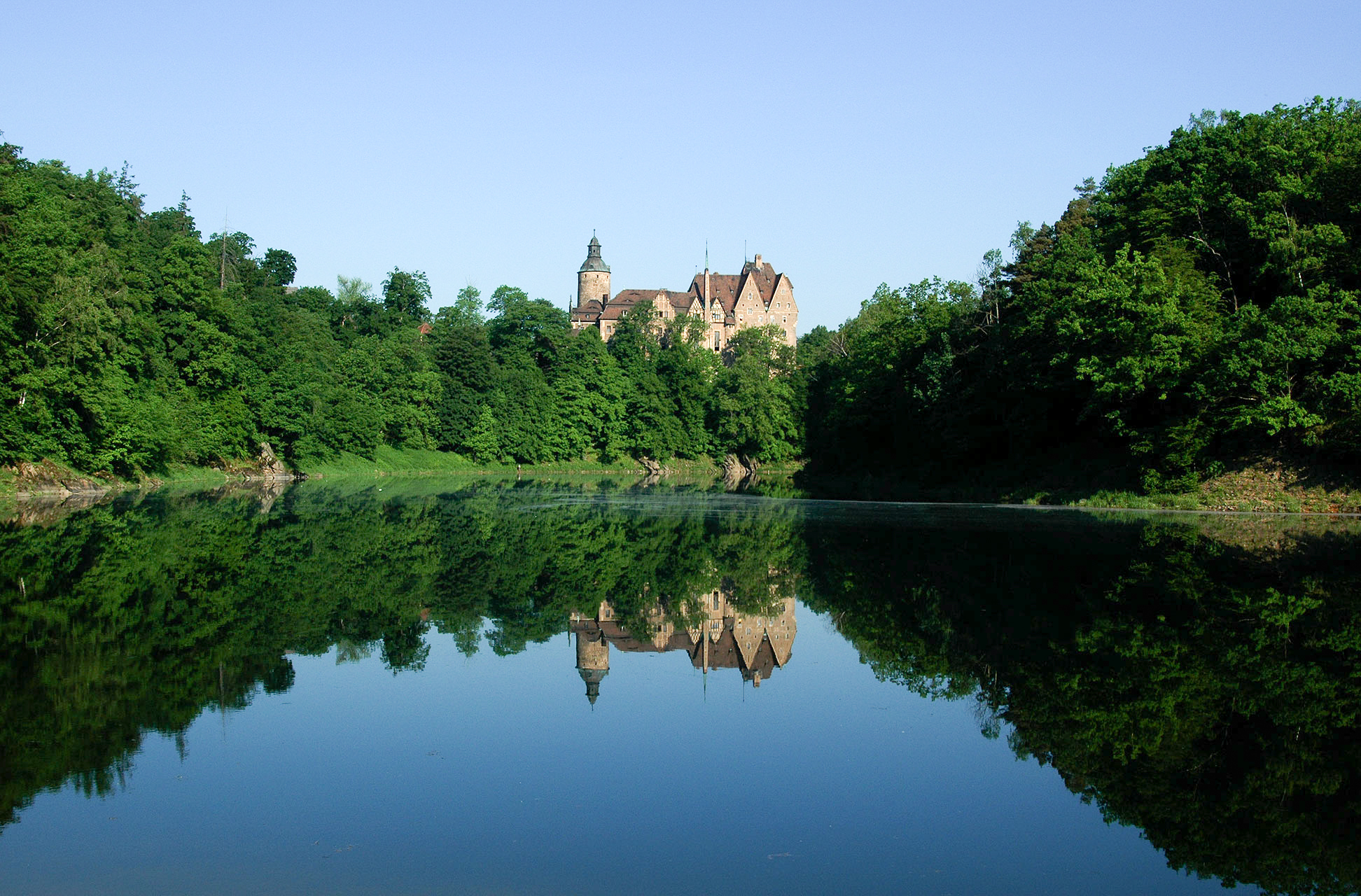
Marklissa-Talsperre und Burg Tzschocha (Zamek Czocha)

Größere natürliche Seen gibt es in Niederschlesien kaum. In der Region um Milicz sowie bei Przemków existieren jedoch mehrere Fischteiche. Weiterhin existieren zahlreiche Stauseen, von denen folgende am bedeutendsten sind:
- Zalew Mietkowski – 8,1 km², Speicherraum 77 hm³
- Jezioro Pilchowickie (Bobertalsperre) – 2,4 km², Speicherraum 50 hm³
- Zalew Słup – 4,9 km², Speicherraum 38 hm³
- Zbiornik Topola – 3,4 km², Speicherraum 22 hm³
- Zapora Leśniańska (Marklissa-Talsperre) – 1,4 km², Speicherraum 17 hm³
- Jezioro Złotnickie (Talsperre Goldentraum) – 1,2 km², Speicherraum 12 hm³
- Jezioro Lubachowskie (Schlesiertalsperre) – 0,5 km², Speicherraum 8 hm³
- Niedów-Stausee – 1,9 km², Speicherraum 5 hm³

### Klima
Ähnlich vielseitig wie die natürliche Beschaffenheit ist auch das Klima Niederschlesiens. Während im nördlichen Teil ein kontinental-gemäßigtes Übergangsklima mit vergleichsweise hohen Durchschnittstemperaturen von über 8,5 °C, eher milden Wintern und einer langen Vegetationsperiode bis maximal 230 Tagen im Jahr vorherrscht, sind die hügeligen und bergigen Regionen der Sudeten deutlich kühler und niederschlagsreicher.
Im Tiefland beträgt die Niederschlagsmenge im Jahr rund 550–700 mm, in den Sudeten steigt dieser Wert auf bis zu 1.200 mm.

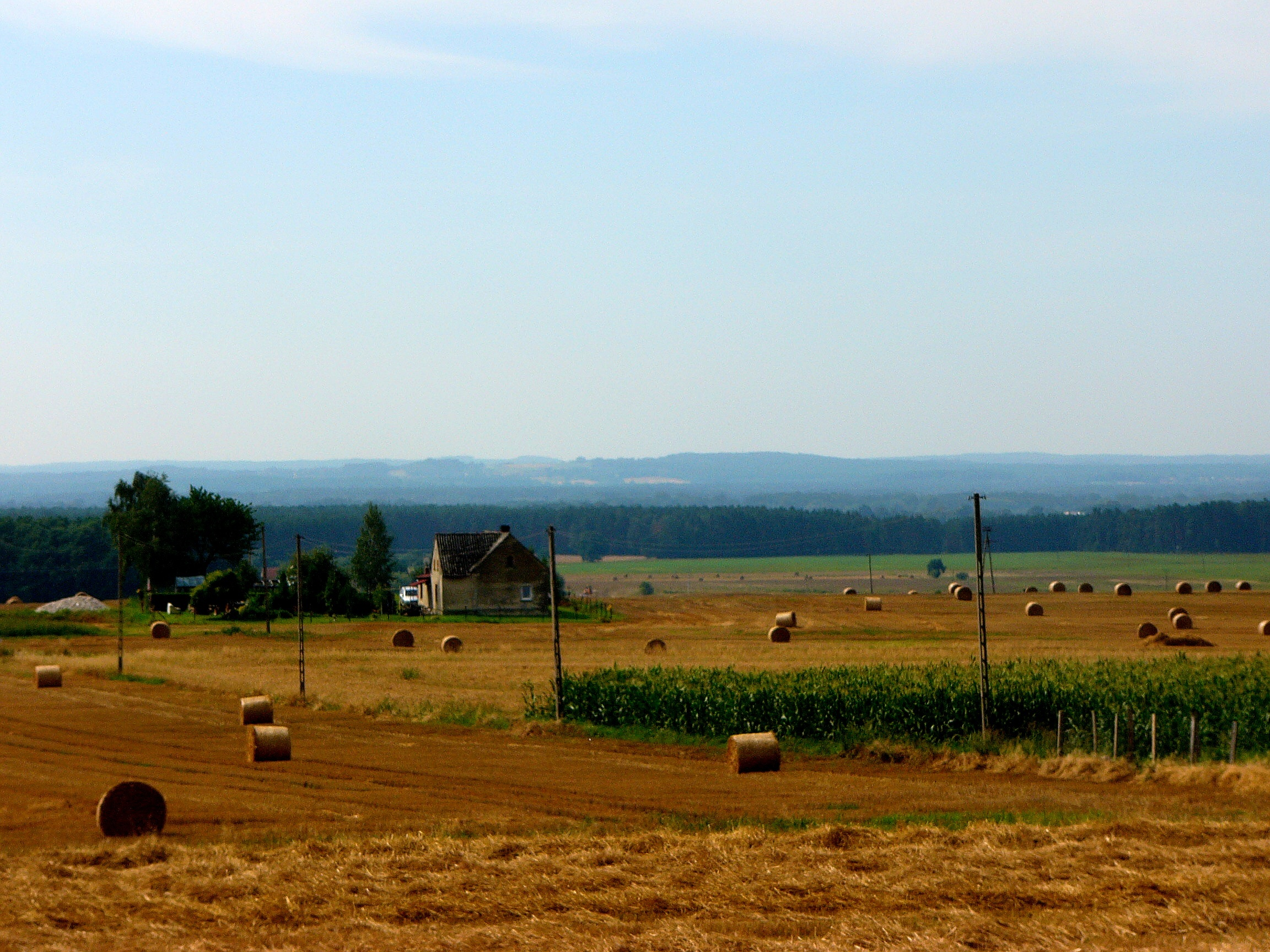
Landschaft im Bartschtal

### Naturschutzgebiete
- Nationalpark Riesengebirge (Karkonoski Park Narodowy)
- Nationalpark Heuscheuergebirge (Park Narodowy Gór Stołowych)
- Landschaftsschutzpark Bartschtal (Park Krajobrazowy Dolina Baryczy)
- Landschaftsschutzpark Landeshuter Kamm (Rudawski Park Krajobrazowy)
- Park Krajobrazowy Chełmy
- Park Krajobrazowy Doliny Bobru
- Park Krajobrazowy Dolina Bystrzycy
- Park Krajobrazowy Dolina Jezierzycy
- Park Krajobrazowy Gór Sowich
- Książański Park Krajobrazowy
- Przemkowski Park Krajobrazowy
- Park Krajobrazowy Sudetów Wałbrzyskich
- Ślężański Park Krajobrazowy
- Śnieżnicki Park Krajobrazowy

### Nachbarwoiwodschaften bzw. -bundesländer
|                                                    | Woiwodschaft Lebus         | Woiwodschaft Großpolen    |
| Sachsen Deutschland                                |                            | Woiwodschaft Oppeln       |
| Liberecký kraj und Královéhradecký kraj Tschechien | Pardubický kraj Tschechien | Olomoucký kraj Tschechien |

## Bevölkerung

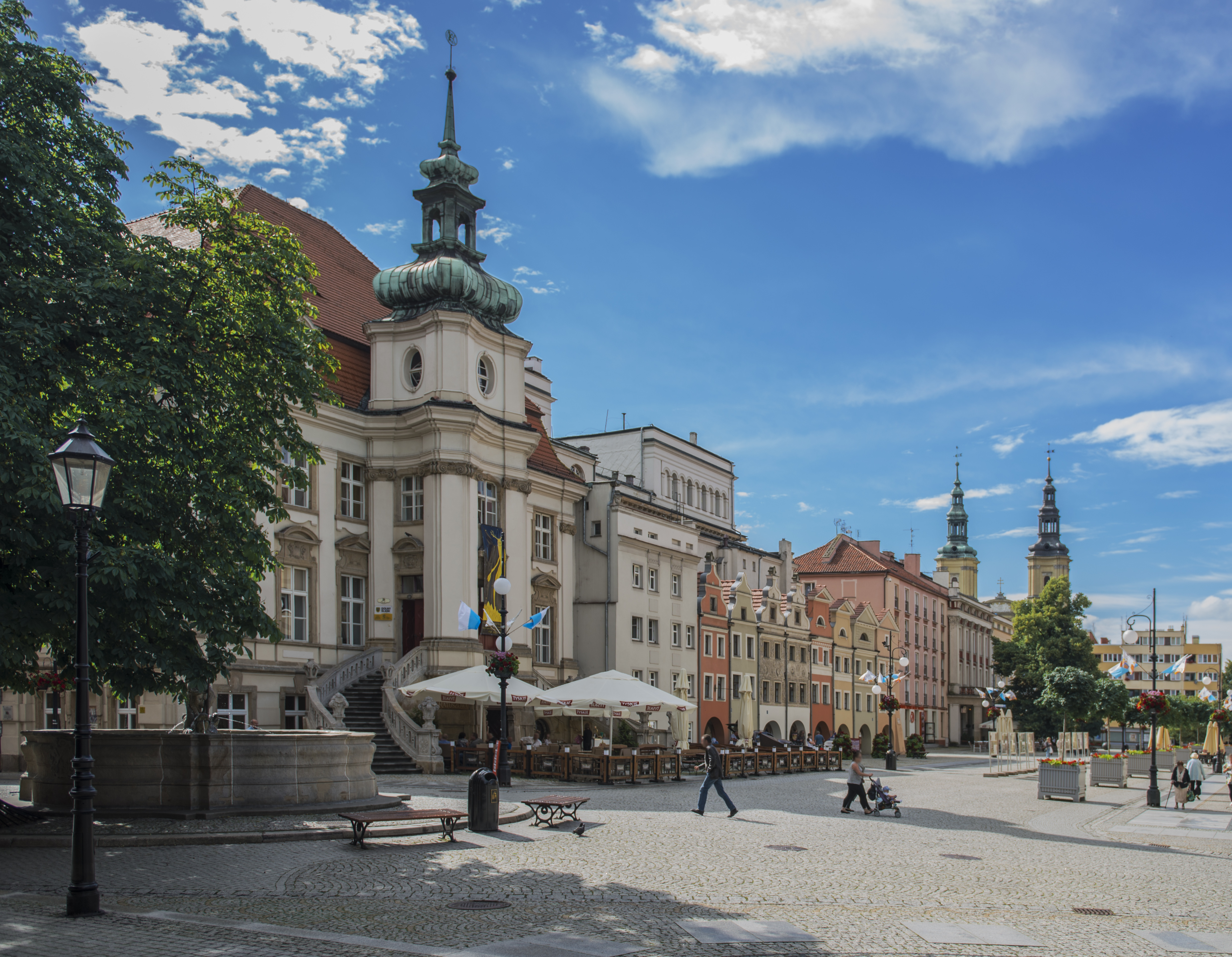
Rathaus und Heringsbuden in Liegnitz

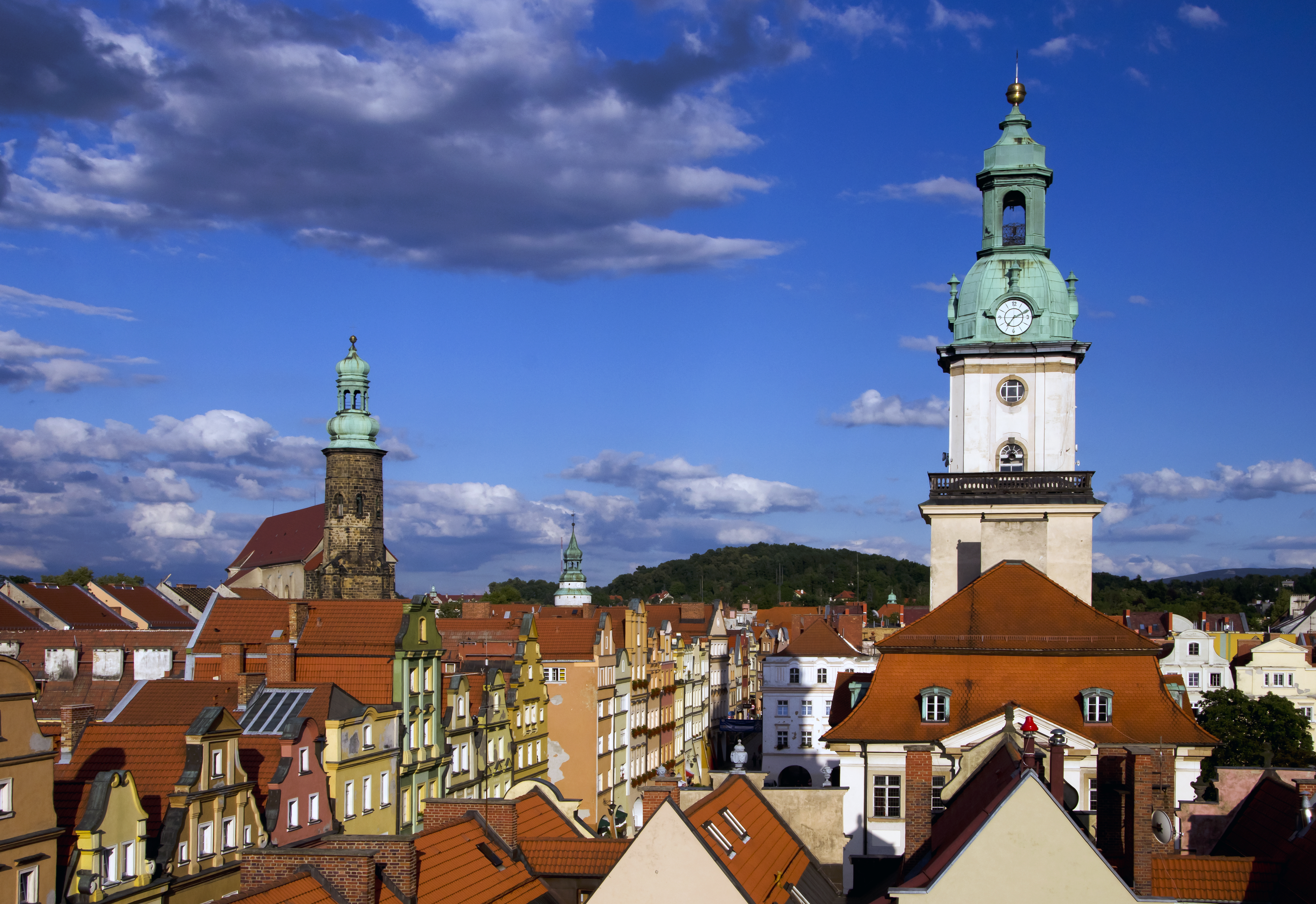
Altstadt von Hirschberg

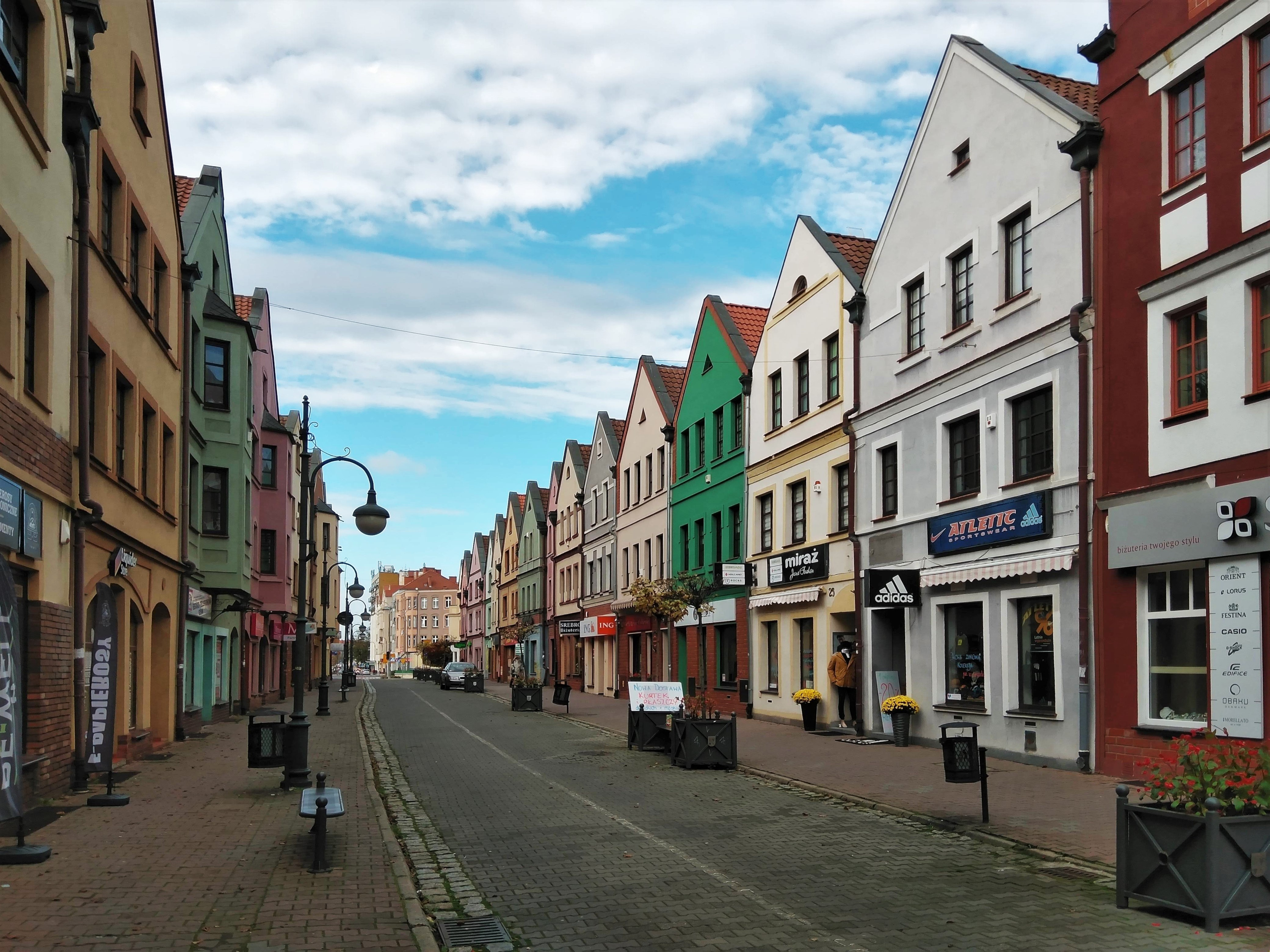
Wiedererrichtete Innenstadt von Glogau

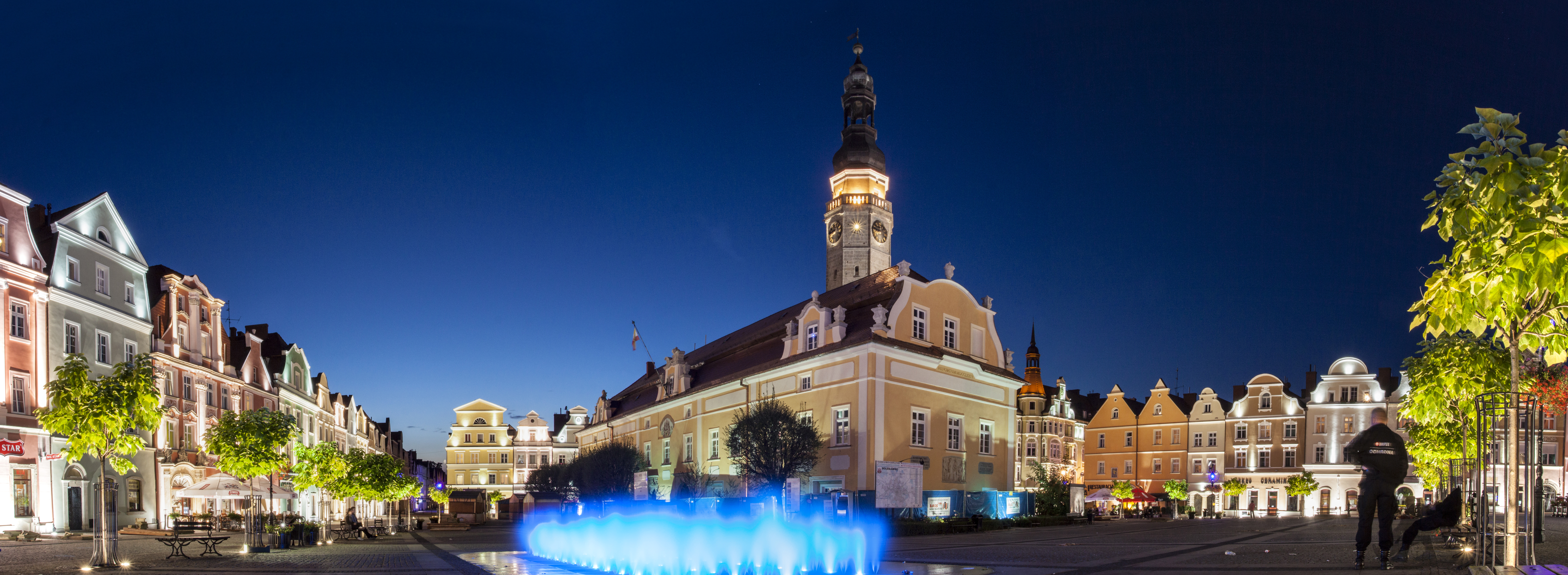
Rathaus und Ring in Bunzlau

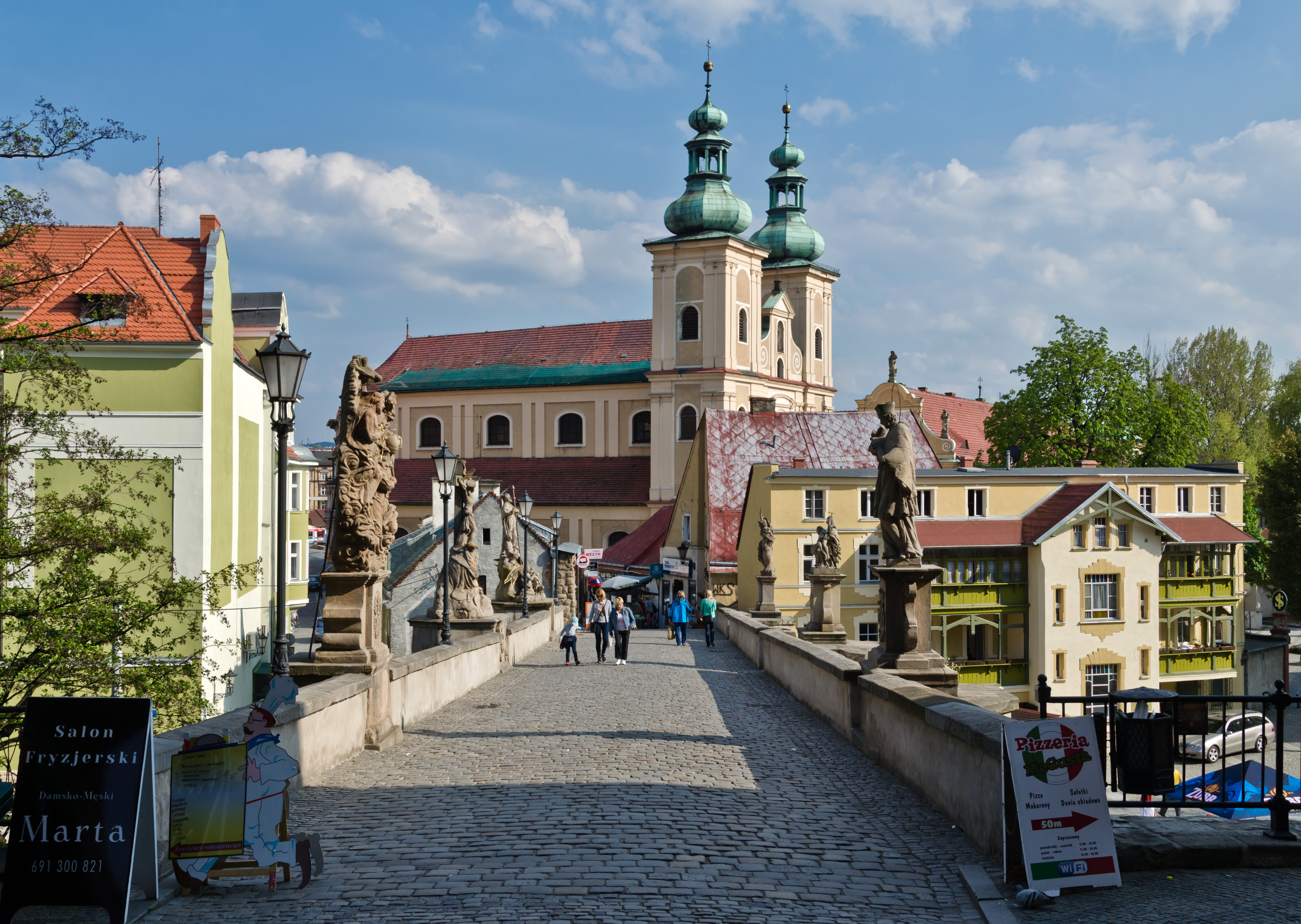
Historische Altstadt von Glatz

Am 31. Dezember 2019 waren 2.900.163 Einwohner in der Woiwodschaft Niederschlesien gemeldet, davon sind 1.394.635 Männer (48,09 %) und 1.505.528 Frauen (51,91 %). Fast 70 Prozent der Bevölkerung lebt in Städten.
Die Bevölkerungsdichte liegt mit 145 Einwohnern pro Quadratkilometer über dem polnischen Landesdurchschnitt. Abgesehen von den urbanen Ballungszentren sind die Landkreise Świdnica sowie Dzierżoniów und Głogów mit jeweils über 200 Einwohnern pro Quadratkilometer besonders dicht besiedelt. Am dünnsten besiedelt sind die ländlich geprägten Landkreise Góra und Milicz.

### Sprachen
Bis 1945 sprach die auf dem Gebiet der heutigen Woiwodschaft ortsansässige Bevölkerung mehrheitlich Deutsch im schlesischen Dialekt. Nach dem Zweiten Weltkrieg wurden in der Region Polen angesiedelt, die größtenteils aus dem ehemals östlichen Teil Polens stammten, der durch die Westverschiebung Polens an die Sowjetunion geraten war. Der Dialekt, der sich seitdem in Niederschlesien entwickelt hat, wird zu den (Neuen) Mischdialekten (dialekty mieszane) gezählt.

### Bevölkerungsentwicklung
Zwischen 1995 und 2010 erfolgte in Niederschlesien ein Bevölkerungsrückgang von rund 100.000 Einwohnern. Seitdem hat sich die Einwohnerzahl bei rund 2,9 Millionen stabilisiert.
| Jahr | Einwohnerzahl |
| ---- | ------------- |
| 1995 | 2.988.278     |
| 2000 | 2.912.195     |
| 2005 | 2.888.232     |
| 2010 | 2.877.840     |
| 2015 | 2.904.207     |
| 2019 | 2.900.163     |

### Größte Städte
Die Hauptstadt Wrocław (Breslau) ist mit über 640.000 Einwohnern die viertgrößte Stadt des Landes und die mit Abstand größte in Niederschlesien. Insgesamt gibt es in der Woiwodschaft Niederschlesien 92 Städte, wovon 19 die Einwohnerzahl von 20.000 überschreiten.
| Stadt        | Deutscher Name              | Einwohner 31. Dezember 2020 |
| ------------ | --------------------------- | --------------------------- |
| Wrocław      | Breslau                     | 641.928                     |
| Wałbrzych    | Waldenburg                  | 109.971                     |
| Legnica      | Liegnitz                    | 98.436                      |
| Jelenia Góra | Hirschberg im Riesengebirge | 78.335                      |
| Lubin        | Lüben                       | 71.710                      |
| Głogów       | Glogau                      | 66.120                      |
| Świdnica     | Schweidnitz                 | 56.222                      |
| Bolesławiec  | Bunzlau                     | 38.486                      |
| Oleśnica     | Oels                        | 36.979                      |
| Oława        | Ohlau                       | 33.087                      |
| Dzierżoniów  | Reichenbach im Eulengebirge | 32.869                      |
| Zgorzelec    | Görlitz                     | 29.810                      |
| Bielawa      | Langenbielau                | 29.523                      |
| Kłodzko      | Glatz                       | 26.421                      |
| Świebodzice  | Freiburg in Schlesien       | 22.642                      |
| Jawor        | Jauer                       | 22.462                      |
| Polkowice    | Polkwitz                    | 22.435                      |
| Nowa Ruda    | Neurode                     | 21.643                      |
| Lubań        | Lauban                      | 20.723                      |

## Politik
In der Woiwodschaft Niederschlesien gibt es einen gewählten Woiwodschaftssejmik und Woiwodschaftsmarschall sowie einen von der Regierung ernannten Woiwoden.

### Woiwodschaftssejmik
Der Woiwodschaftssejmik wurde 2018 in folgender Zusammensetzung gewählt:
| Wahlkomitee                          | Mandate |
| ------------------------------------ | ------- |
| Recht und Gerechtigkeit (PiS)        | 14/36   |
| Platforma Obywatelska (PO)           | 13/36   |
| Bezpartyjni Samorządowcy (BS)        | 6/36    |
| Polnische Volkspartei (PSL)          | 1/36    |
| Bund der Demokratischen Linken (SLD) | 0/36    |

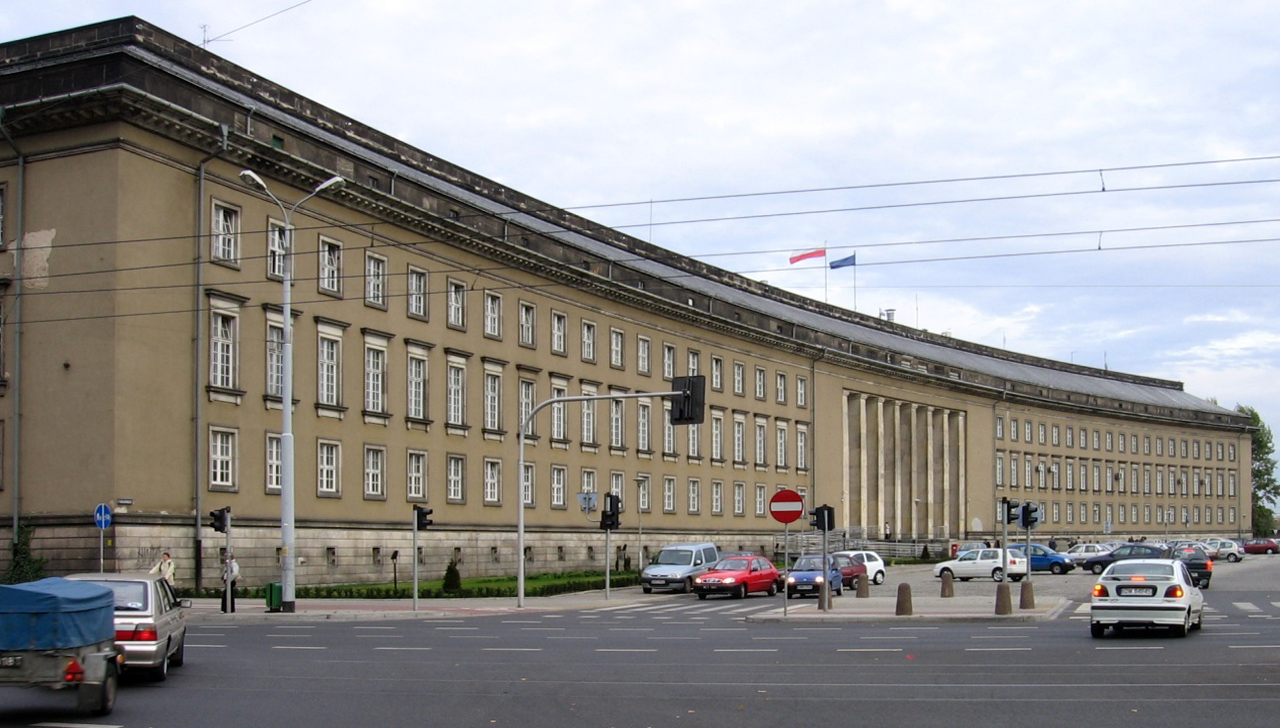
Das Woiwodschaftamt in Breslau

Mittlerweile haben sich folgende Fraktionen gebildet:
| Fraktion | Mandate              |
| --- | -------------------- |
| Bezpartyjni Samorządowcy (BS) - Obywatelski Dolny Śląsk (ODS) - Parteilose                                                      | 14/36 7/36           |
| Dolnośląski Klub Porozumienie - Platforma Obywatelska (PO) - Polnische Volkspartei (PSL) - Bund der Demokratischen Linken (SLD) | 11/36 6/36 4/36 1/36 |
| Recht und Gerechtigkeit (PiS)                                                                                                   | 9/36                 |
| Fraktionslose | 2/36                 |

### Woiwodschaftsmarschall
Woiwodschaftsmarschall ist seit 2024 Paweł Gancarz (PSL). Er löste nach den Wahlen den seit 2014 amtierenden Cezary Przybylski (Bezpartyjni Samorządowcy) ab.

## Wirtschaft
Die Wirtschaft der Woiwodschaft Niederschlesien gehört zu den am schnellsten wachsenden und besser entwickelten innerhalb Polens. Im Vergleich mit dem BIP der EU ausgedrückt in Kaufkraftstandards erreichte die Woiwodschaft 2018 einen Index von 78 (EU-27 = 100), bezogen auf den Wert pro Erwerbstätigem erreichte Niederschlesien hingegen einen Index von 85 (EU-27 = 100).
Hinsichtlich der wirtschaftlichen Leistung sind die Gebiete in Niederschlesien jedoch regional unterschiedlich aufgestellt. Besonders stark ist die Region um die Hauptstadt Wrocław sowie die Bergbauregion um Lubin und Legnica entwickelt. Beide Regionen profitieren von ihrer gut ausgebauten Verkehrsinfrastruktur, von den Technologieparks in Wrocław und Legnica sowie von den Sonderwirtschaftszonen Legnica und Wałbrzych mit ihren zahlreichen Außenstandorten innerhalb der Woiwodschaft.
Im Gegensatz dazu gibt es aber auch eher strukturschwache Regionen, die sich insbesondere in den peripheren Regionen innerhalb der Sudeten befinden, wie beispielsweise die Landkreise Lwówek, Kłodzko oder Złotoryja.
Mit einem Wert von 0,894 erreicht Niederschlesien Platz 2 unter den 16 Woiwodschaften Polens im Index der menschlichen Entwicklung.

### Unternehmen
Nachfolgend werden einige bedeutende Unternehmen aufgeführt, die ihren Hauptsitz in der Woiwodschaft Niederschlesien haben:
- AB: IT- und Elektrogroßhändler mit Hauptsitz in Magnice
- Bodzio: Möbelhersteller mit Hauptsitz in Goszcz
- Bombardier Transportation Polska: Hersteller von Schienenfahrzeugen in Wrocław, früher als Pafawag tätig und heute Teil von Bombardier
- Captrain Polska: Eisenbahnverkehrsunternehmen mit Hauptsitz in Wrocław, Teil von SNCF
- CCC: International tätiges Einzelhandelsunternehmen mit Hauptsitz in Polkowice
- Citronex: Logistik- und Landwirtschaftsunternehmen mit Hauptsitz in Zgorzelec
- Crédit Agricole Bank Polska: Bank mit Hauptsitz in Wrocław, Teil der Finanzgruppe Crédit Agricole
- DFME (Dolnośląska Fabryka Maszyn Elektrycznych): Hersteller von Elektromaschinen mit Hauptsitz in Wrocław
- Hasco-Lek: Pharmaunternehmen mit Hauptsitz in Wrocław
- Jelcz: Nutzfahrzeughersteller mit Hauptsitz in Jelcz-Laskowice
- KGHM Polska Miedź: International tätiger Bergbaukonzern mit Hauptsitz in Lubin
- MyPhone: Technologieunternehmen mit Hauptsitz in Wrocław
- Neonet: Einzelhandelsunternehmen mit Hauptsitz in Wrocław
- PCC Rokita: Chemieunternehmen mit Hauptsitz in Brzeg Dolny, Teil der PCC SE
- Whirlpool Polska: Haushaltsgerätehersteller mit Hauptsitz in Wrocław, früher als Polar S.A. tätig und heute Teil der Whirlpool Corporation

Des Weiteren haben folgende Unternehmen Produktionsstandorte in Niederschlesien:
- 3M in Wrocław: Herstellung u. a. von Klebstoffen und Folien
- BSH Hausgeräte in Wrocław: Herstellung von Haushaltsgeräten (Elektroherde, Kühl- und Gefriergeräte)
- Cargill in Bielany Wrocławskie: Herstellung von Produkten für die Lebensmittelindustrie
- Colgate in Świdnica: Herstellung von Zahnpflegeprodukten
- Daimler AG in Jawor: Motoren- und Kfz-Batterieproduktion
- Electrolux in Oława, Świdnica und Żarów: Herstellung von Haushaltsgeräten (Waschmaschinen, Elektroherde und Geschirrspülmaschinen)
- Faurecia in Legnica: Automobilzulieferer
- Lear Corporation in Legnica: Automobilzulieferer
- LG Chem in Biskupice Podgórne bei Wrocław: Kfz-Batterieproduktion
- LG Display in Biskupice Podgórne bei Wrocław: Produktion von Fernsehgeräten
- Mando Corporation in Wałbrzych: Automobilzulieferer
- Toyota in Jelcz-Laskowice und Wałbrzych: Motoren- und Getriebeproduktion
- Volkswagen Motor Polska in Polkowice: Motorenproduktion
- Volvo in Wrocław: Herstellung von Omnibussen

Außerdem haben Hewlett-Packard und Nokia Networks Standorte im IT-Bereich in Wrocław.

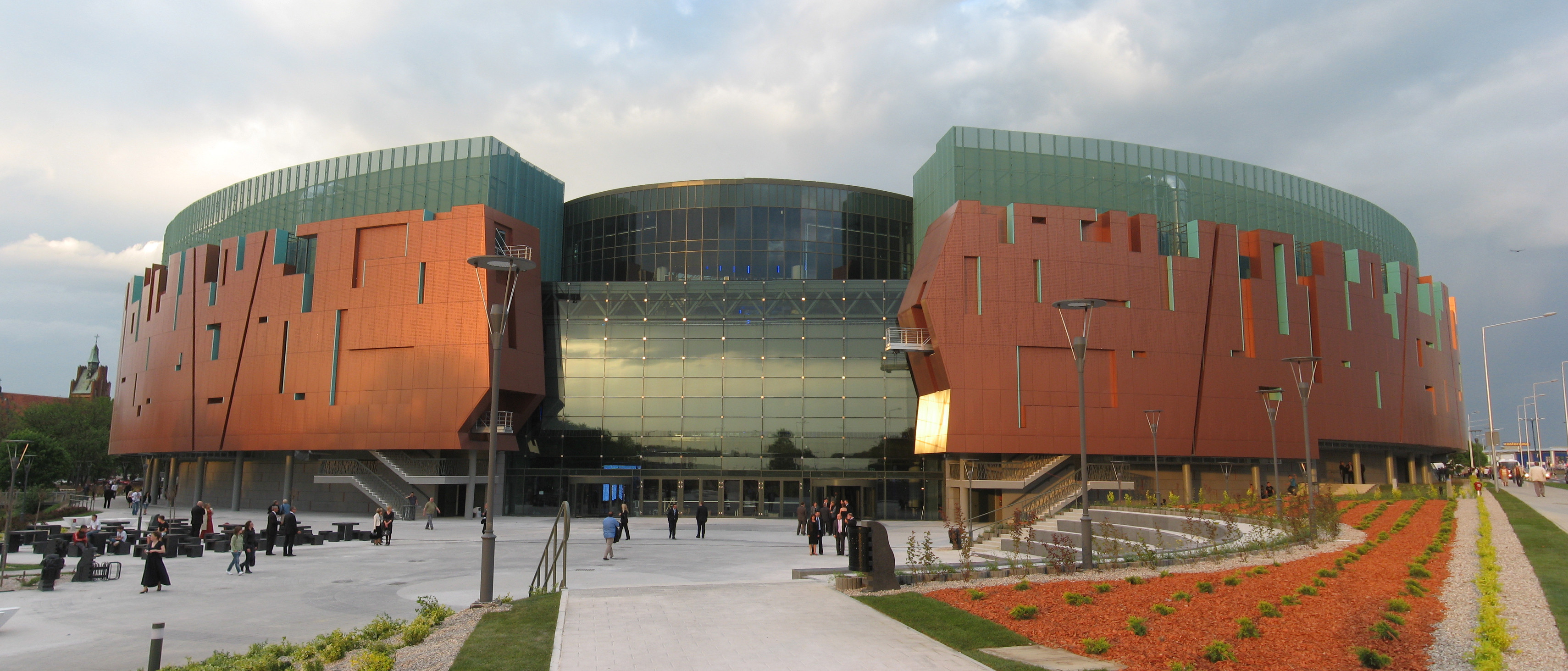
Cuprum Arena in Lubin

### Einzelhandel
In den letzten Jahren sind zahlreiche große Einkaufszentren entstanden bzw. bereits bestehende erweitert worden. Die größten Einkaufszentren in Niederschlesien befinden sich im Ballungsraum Wrocław:

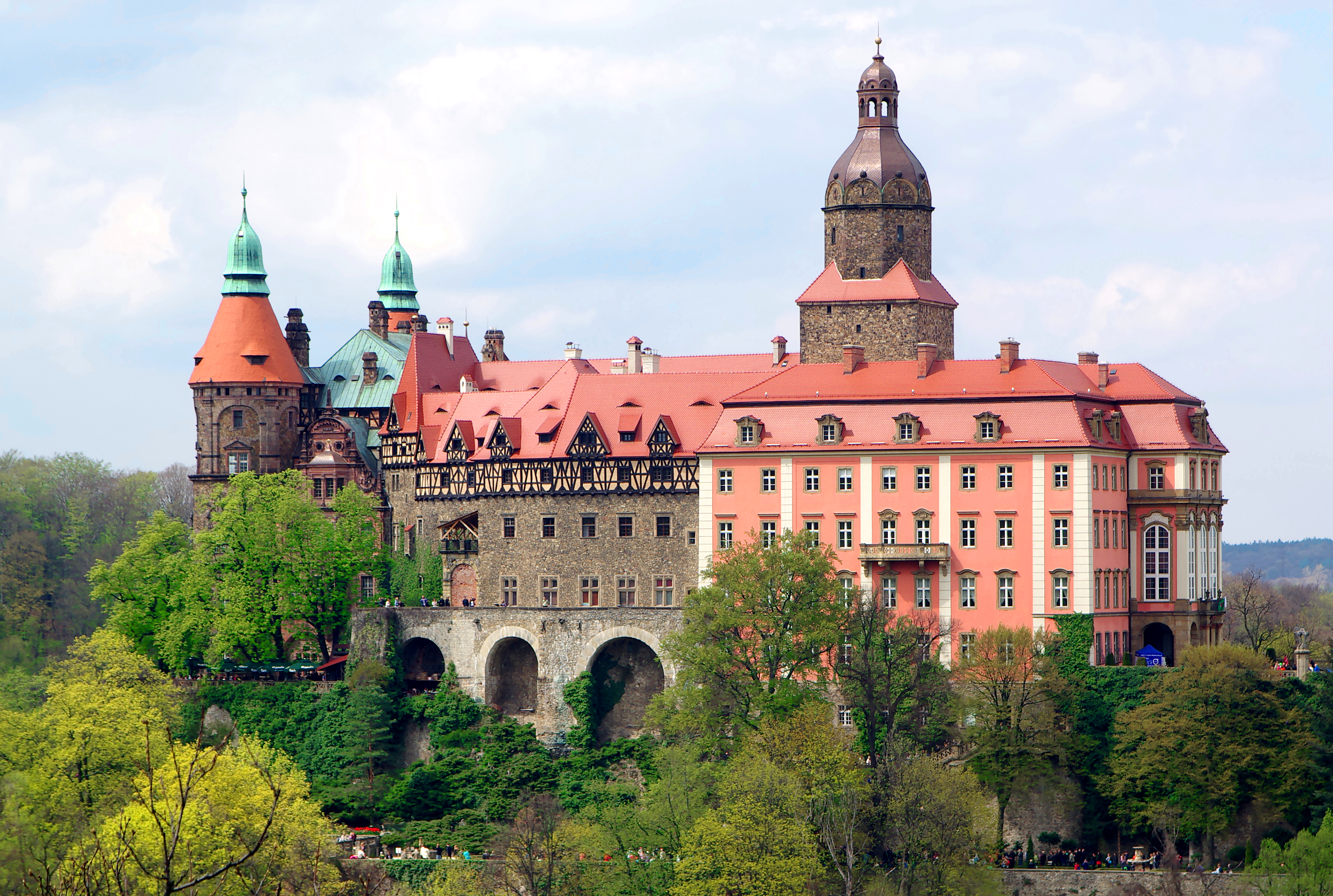
Schloss Fürstenstein (Zamek Książ)

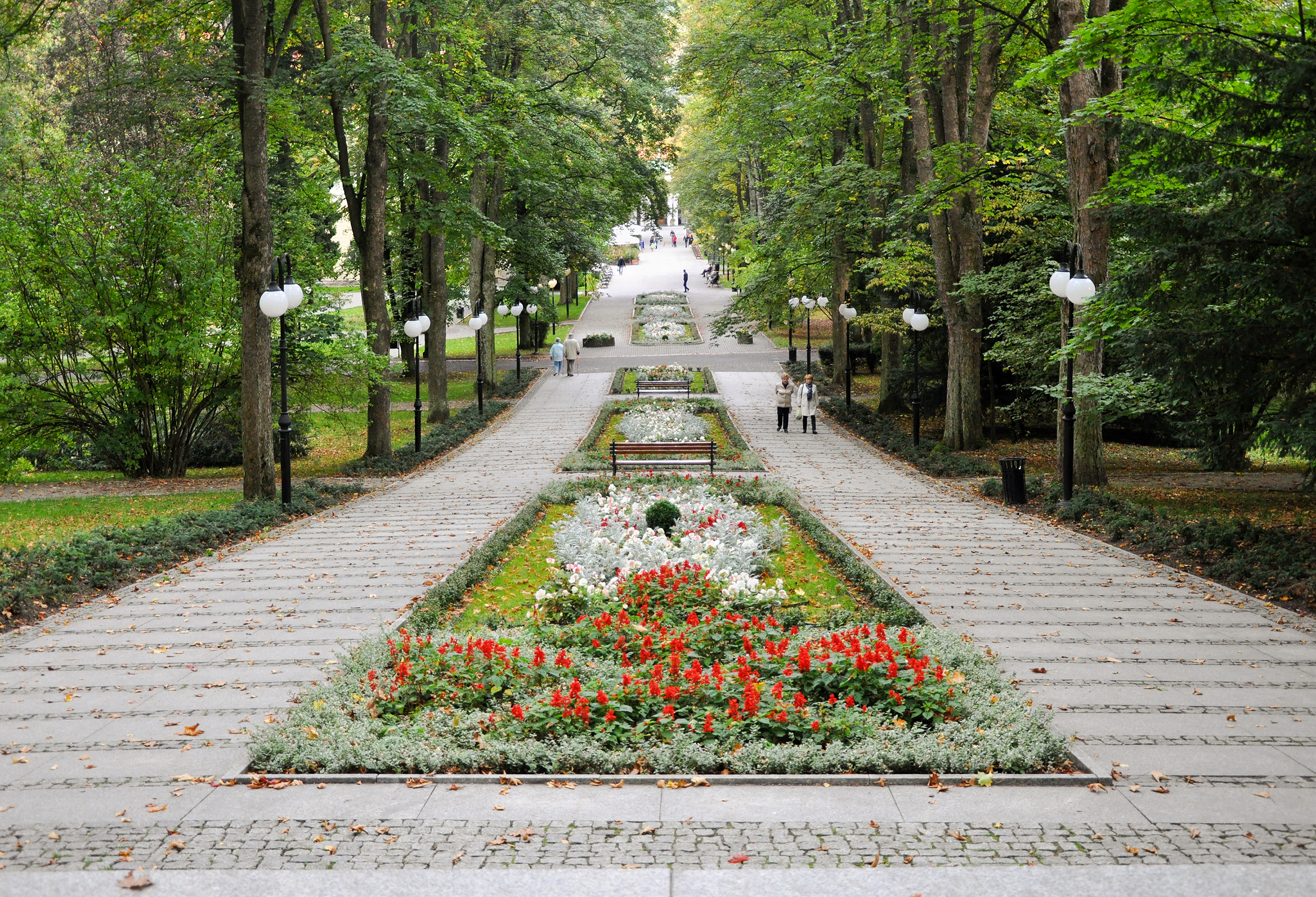
Kurpark in Polanica-Zdrój

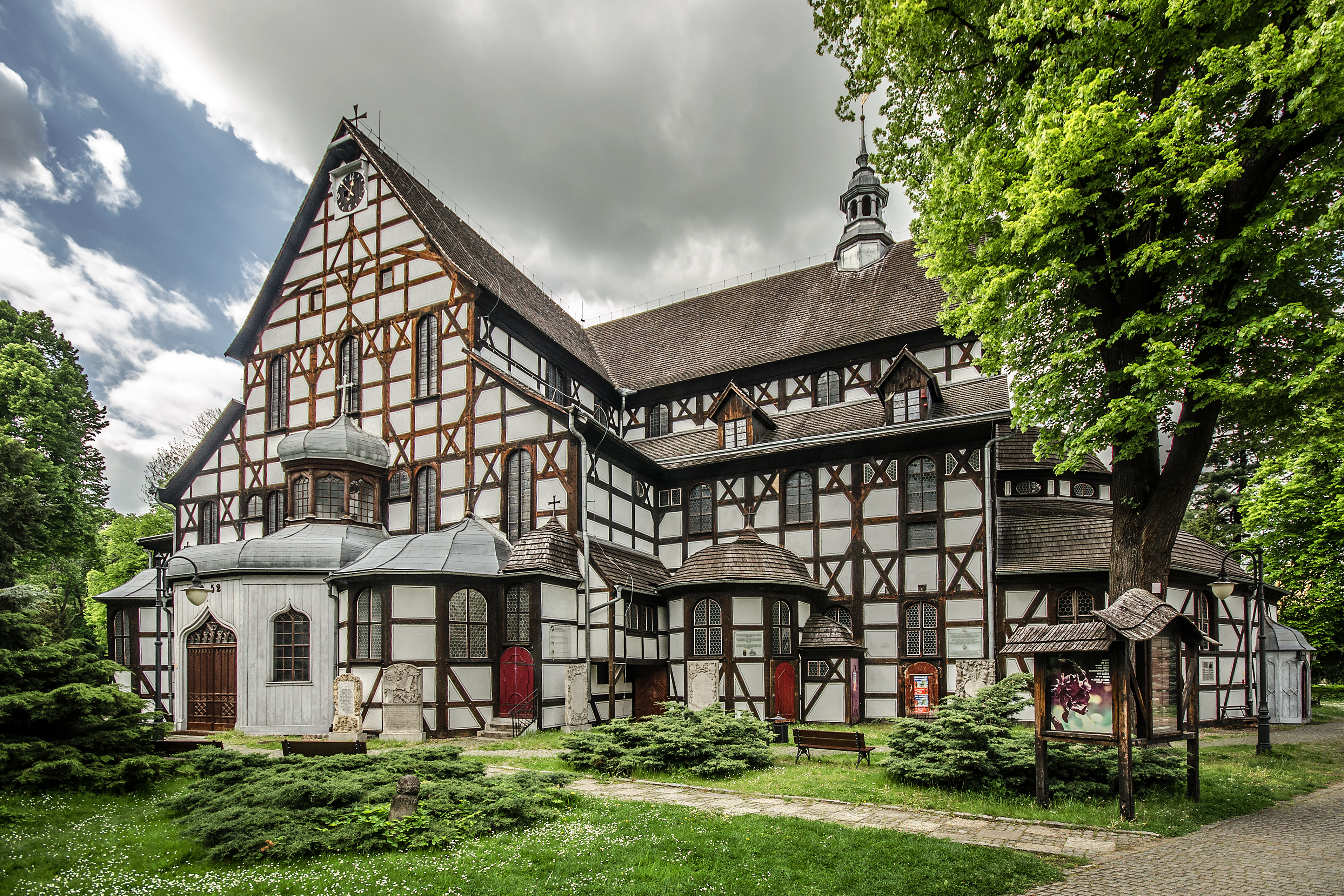
Friedenskirche in Świdnica

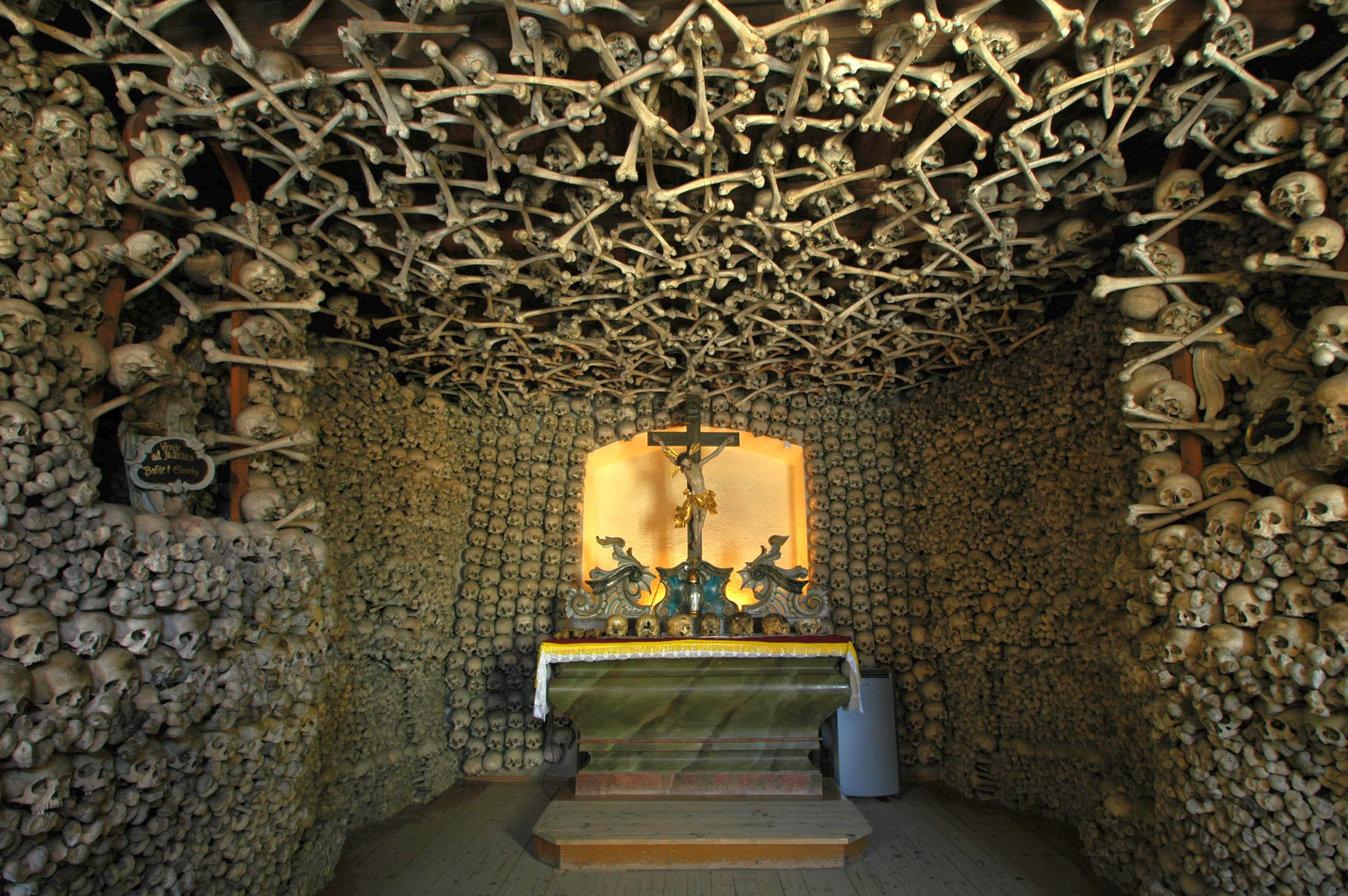
Schädelkapelle in Czermna

| Name              | Ort                 | Mietfläche in m² |
| ----------------- | ------------------- | ---------------- |
| Aleja Bielany     | Bielany Wrocławskie | 145.000          |
| Magnolia Park     | Wrocław             | 098.700          |
| Wroclavia         | Wrocław             | 064.000          |
| Auchan Wrocław    | Bielany Wrocławskie | 061.600          |
| Pasaż Grunwaldzki | Wrocław             | 052.000          |
| Galeria Victoria  | Wałbrzych           | 043.000          |
| Cuprum Arena      | Lubin               | 034.000          |

### Tourismus
Besonders das Riesengebirge und der Glatzer Kessel (Kotlina Kłodzka) sind touristisch gut erschlossen. Die Orte Karpacz und Szklarska Poręba sind auf Wintersport und als Ausgangsziel für Wanderungen (Sudeten-Hauptwanderweg) spezialisiert. Entlang des Hauptkamms des Riesengebirges verläuft der Wanderweg der polnisch-tschechischen Freundschaft. Andererseits gibt es in diesen beiden Regionen auch zahlreiche Kurorte wie beispielsweise Świeradów-Zdrój, Kudowa-Zdrój oder Polanica-Zdrój. Auch die anderen Mittelgebirge der Sudeten sind aufgrund der reizvollen Landschaft touristische Ziele und stehen gleichzeitig zu großen Teilen unter Naturschutz. Bekannt ist auch die sogenannte Bärenhöhle (Jaskinia Niedzwiedzia) bei Stronie Śląskie und das Stollensystem Projekt Riese in Walim.
In den Städten, allen voran in der Hauptstadt Wrocław, aber auch in kleineren Städten mit historischen Stadtkernen und Sehenswürdigkeiten wie beispielsweise in Świdnica (UNESCO-Welterbe Friedenskirche), Jelenia Góra (Altstadt und Ausgangspunkt ins Riesengebirge), Bolesławiec (historischer Stadtkern, außerdem bekannt für Bunzlauer Keramik) oder Trzebnica (Kloster) befindet sich der Städtetourismus im Aufschwung.
Weitere Ausflugsziele sind u. a. die vielen Burgen und Schlösser, wie das Schloss Fürstenstein (Zamek Książ) bei Wałbrzych oder die Burg Chojnik (Zamek Chojnik) bei Jelenia Góra, aber auch zahlreiche andere Bauwerke, wie beispielsweise das Kloster Leubus (Opactwo Cystersów w Lubiążu) bei Wołów, die Stabkirche Wang in Karpacz oder die Schädelkapelle in Czermna bei Kudowa-Zdrój.
Zwischen 2016 und 2019 ist zudem das Radwegenetz von 694 auf 1.012 Kilometer erweitert worden.

### Arbeitsmarkt

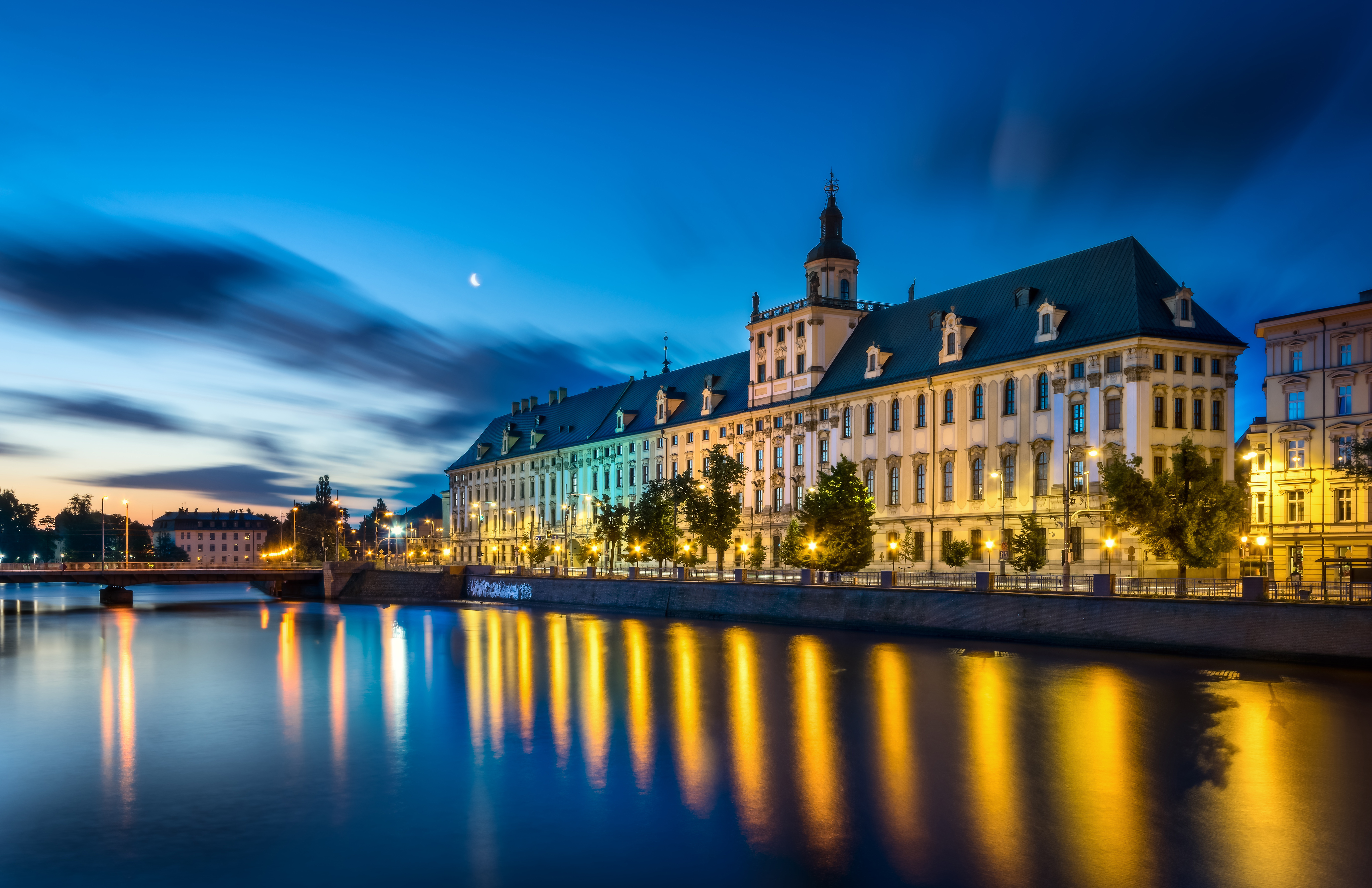
Hauptgebäude der Universität Breslau

Im Juli 2020 lag die Arbeitslosenquote in der Region bei 5,7 %.
Ähnlich wie bei der wirtschaftlichen Entwicklung zeigen sich auch die regionalen Unterschiede bei den Arbeitslosenquoten. Während im Stadt- und Landkreis Wrocław die Arbeitslosenquote jeweils 2,4 % beträgt, übersteigt sie auch in der Stadt Jelenia Góra sowie in den Landkreisen Polkowice und Bolesławiec 5 % nicht. Am höchsten war die Arbeitslosenquote im Juli 2020 hingegen im Landkreis Góra (15,7 %) sowie in den Landkreisen Złotoryja (15,1 %), Wałbrzych (13,9 %), Kłodzko (12,7 %) und Lwówek (12,2 %).
2005 waren noch 22,8 Prozent der erwerbsfähigen Bevölkerung ohne Arbeit. Bis zum Dezember 2009 sank diese Quote auf 12,5 Prozent.

### Bildungswesen
- Universität Breslau (Uniwersytet Wrocławski)
- Technische Universität Breslau (Politechnika Wrocławska)
- Wirtschaftsuniversität Breslau (Uniwersytet Ekonomiczny we Wrocławiu)
- Naturwissenschaftliche Universität Breslau (Uniwersytet Przyrodniczy we Wrocławiu)
- Medizinische Universität Breslau (Uniwersytet Medyczny im. Piastów Śląskich we Wrocławiu)
- Sportakademie Breslau (Akademia Wychowania Fizycznego we Wrocławiu)
- Heeresakademie Breslau (Akademia Wojsk Lądowych)
- Musikakademie Breslau (Akademia Muzyczna im. Karola Lipińskiego we Wrocławiu)
- Niederschlesische Hochschule Breslau (Dolnośląska Szkoła Wyższa we Wrocławiu)
- Fachhochschule Wałbrzych (Państwowa Wyższa Szkoła Zawodowa im. Angelusa Silesiusa w Wałbrzychu)
- Fachhochschule Legnica (Państwowa Wyższa Szkoła Zawodowa im. Witelona w Legnicy)
- Riesengebirgsakademie Jelenia Góra (Karkonoska Akademia Nauk Stosowanych w Jeleniej Górze)
- Fachhochschule Głogów (Państwowa Wyższa Szkoła Zawodowa w Głogowie)

### Grenzüberschreitende Zusammenarbeit
Mehrere Gemeinden im Süden Niederschlesiens sind Mitglied im länderübergreifenden Bund der polnisch-tschechischen Euroregion Glacensis. Im Südwesten von Niederschlesien besteht eine Zusammenarbeit im Rahmen der Euroregion Neiße mit benachbarten Gemeinden und Landkreisen in Tschechien und Deutschland.
Die Woiwodschaft Niederschlesien unterhält Partnerschaften mit verschiedenen europäischen Gebietskörperschaften. Hierzu zählen die deutschen Bundesländer Sachsen und Niedersachsen, die tschechischen Nachbarregionen Liberecký kraj, Pardubický kraj, Královéhradecký kraj und Olomoucký kraj, das Elsass in Frankreich, Västmanland in Schweden, Ringkøbing in Dänemark, die Regionen Oblast Dnipropetrowsk und Oblast Kirowohrad in der Ukraine, der Oblast Leningrad in Russland, die Emilia-Romagna in Italien, die West Midlands im Vereinigten Königreich, die österreichische Steiermark, der US-Staat Connecticut und die spanischen Regionen Kastilien und León und Autonome Gemeinschaft Baskenland.

## Infrastruktur

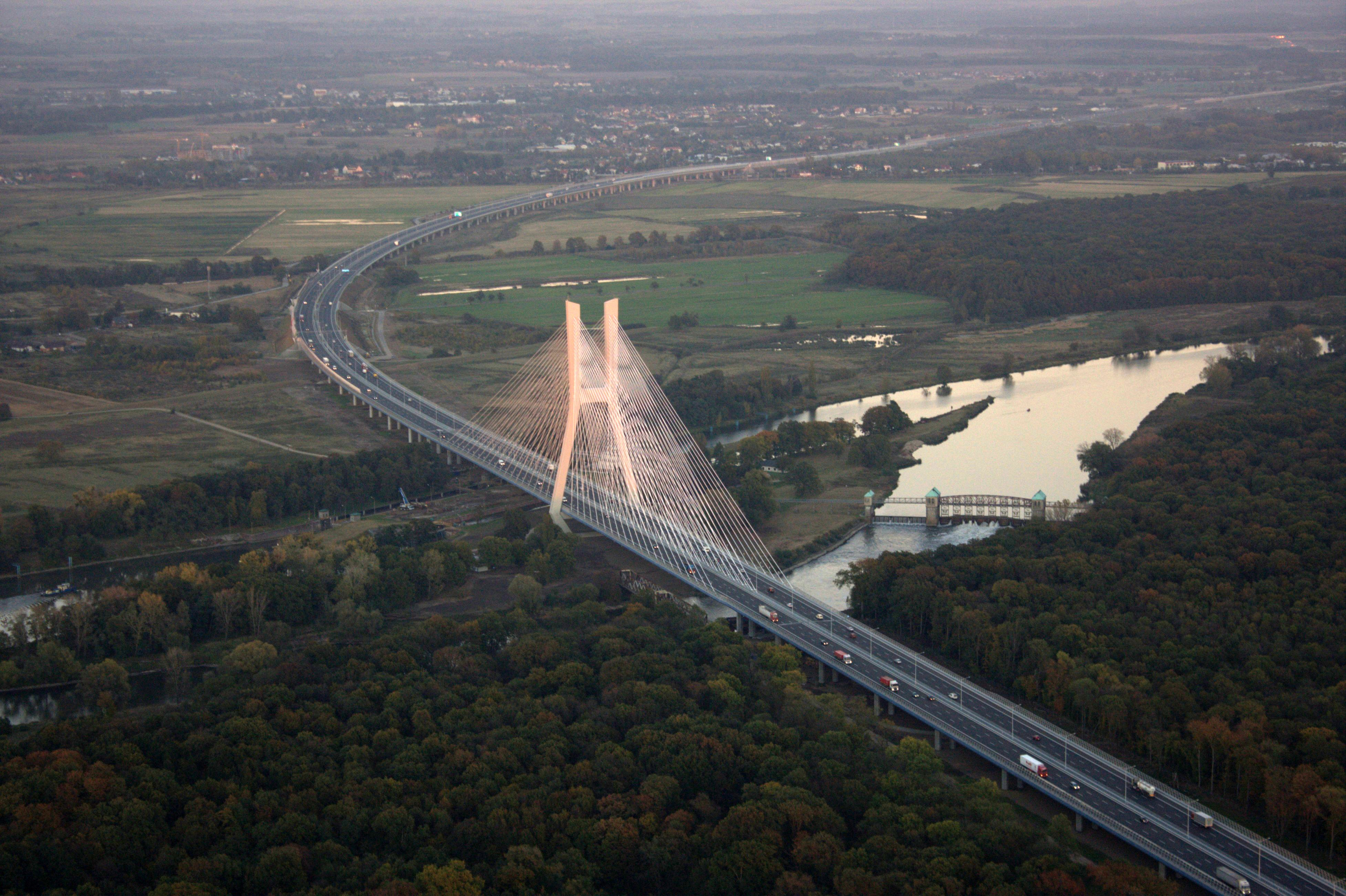
Oderbrücke auf der Autobahn A8 bei Wrocław

### Straße
Die wichtigste Ost-West-Straßenverbindung Niederschlesiens ist die Europastraße 40 (polnische Autobahn A4), die durch den gesamten Süden Polens verläuft und dabei Wrocław mit Katowice, Kraków und Rzeszów sowie in westlicher Richtung mit Görlitz sowie Dresden verbindet.
Für den Straßenverkehr von Norden nach Süden und umgekehrt sind die Europastraße 65 (polnische Schnellstraße S3), die Niederschlesien mit Zielona Góra, Szczecin und der polnischen Ostseeküste verbindet sowie die Europastraße 261 (polnische Schnellstraße S5) in Richtung Poznań von großer Bedeutung.
Eine weitere wichtige Querverbindung ist die Europastraße 67 (polnische Schnellstraße S8 und Autobahn A8), die von Wrocław in Richtung Łódź und Warschau verläuft. Ein weiterer Ausbau der bisherigen Landesstraße 8 zur Schnellstraße in Richtung Süden ist geplant.
Weitere bedeutende Straßenverbindungen in Niederschlesien sind:
- Autobahn A18 / E36: Autobahn A4 – Berlin
- Landesstraße 5: Autobahn A4 – Kamienna Góra – Trutnov
- Landesstraße 8 / E67: Wrocław – Kłodzko – Prag
- Landesstraße 12: Łęknica – Żary – Głogów – Leszno – Lublin
- Landesstraße 15: Trzebnica – Krotoszyn – Toruń – (Olsztyn)
- Landesstraße 25: Oleśnica – Kalisz – Konin – Bydgoszcz
- Landesstraße 30: Görlitz/Zgorzelec – Jelenia Góra
- Landesstraße 33: Kłodzko – Brno
- Landesstraße 35: Wrocław – Świdnica – Wałbrzych
- Landesstraße 36: Lubin – Rawicz – Ostrów Wlkp.
- Landesstraße 46: Kłodzko – Nysa – Opole – Częstochowa

Das befestigte Straßennetz der Region hatte im Jahr 2019 eine Gesamtlänge von rund 20.551 Kilometern, davon entfielen 203 Kilometer auf Schnellstraßen und 222 Kilometer auf Autobahnen.

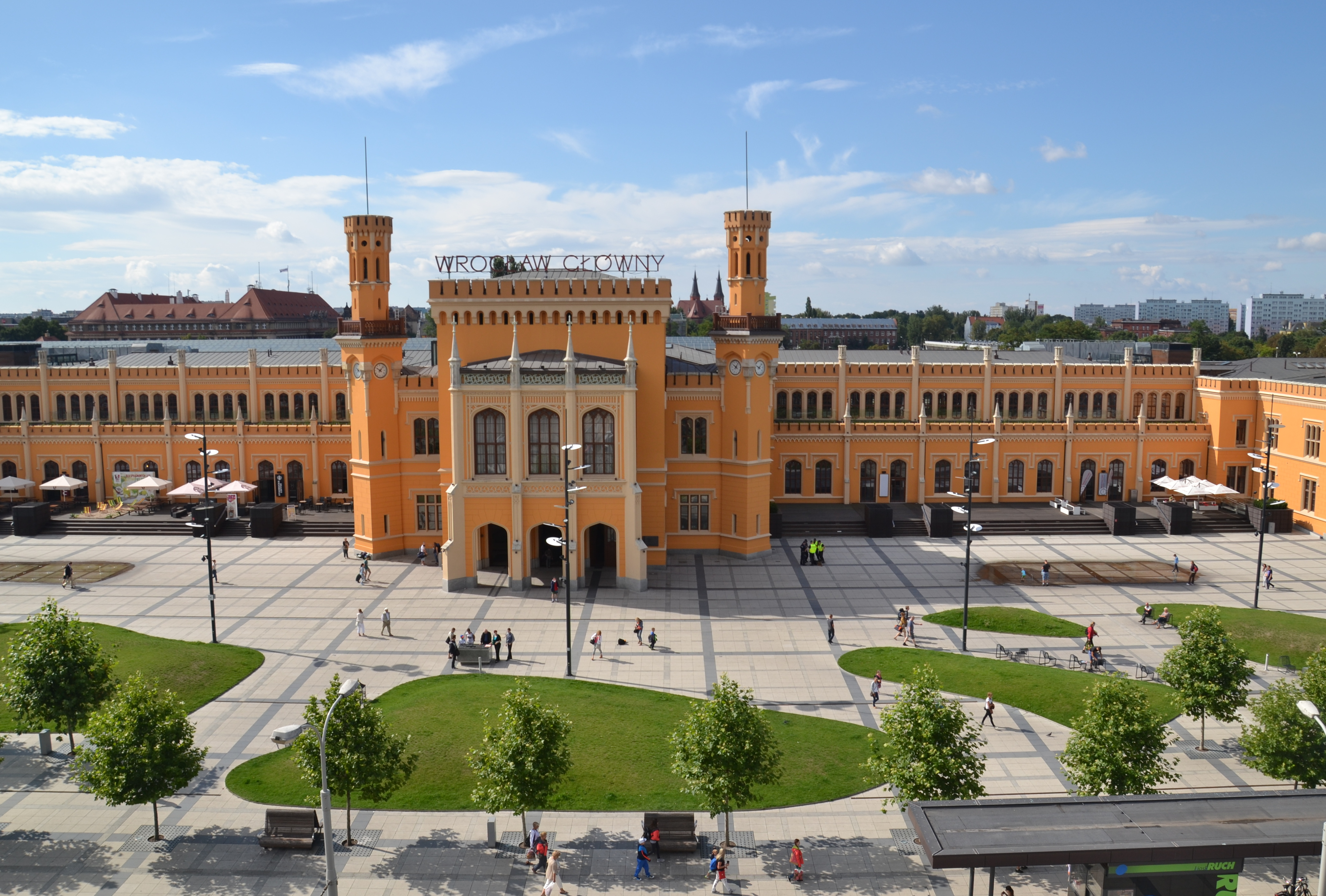
Breslauer Hauptbahnhof (Wrocław Główny)

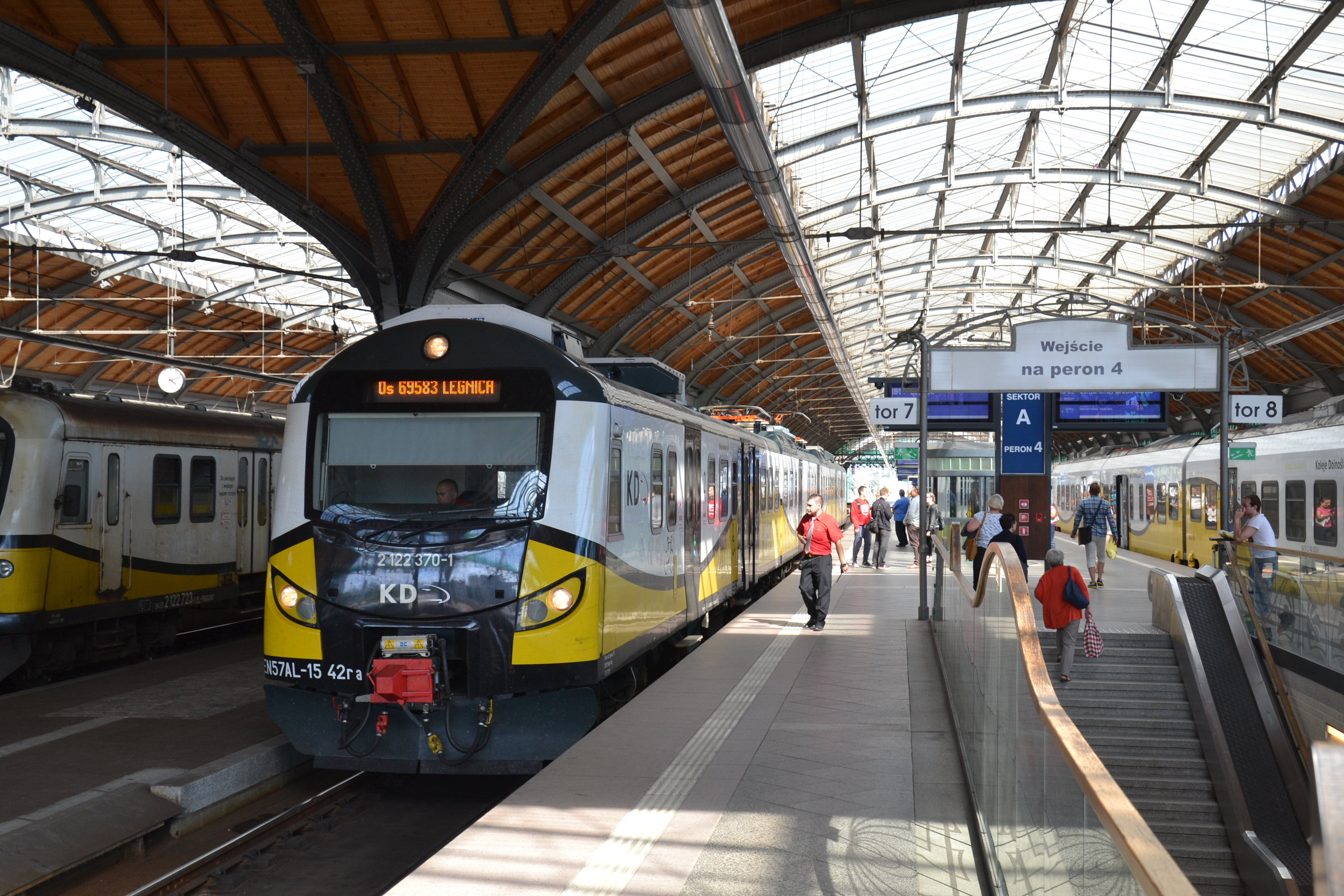
Züge von Koleje Dolnośląskie im Breslauer Hauptbahnhof

### Eisenbahn
Der größte Eisenbahnknotenpunkt ist Wrocław mit dem vor einigen Jahren vollständig modernisierten Hauptbahnhof. Im Jahr 2018 war er mit knapp 60.000 Reisenden am Tag der am stärksten frequentierte Bahnhof in ganz Polen. Es kreuzen sich hier folgende Eisenbahnstrecken:
- Wrocław–Poznań
- Wrocław–Szczecin
- Katowice–Opole–Wrocław
- Wrocław–Kłodzko
- Wrocław–Wałbrzych
- Wrocław–Legnica–Dresden bzw. –Berlin
- Wrocław–Kluczbork bzw. –Ostrów Wlkp.

Weitere Eisenbahnlinien der Region sind:
- Nysa–Świdnica–Legnica
- Kłodzko–Wałbrzych
- Węgliniec–Falkenberg/Elster
- Wrocław–Jelcz-Laskowice–Opole
- Leszno–Głogów

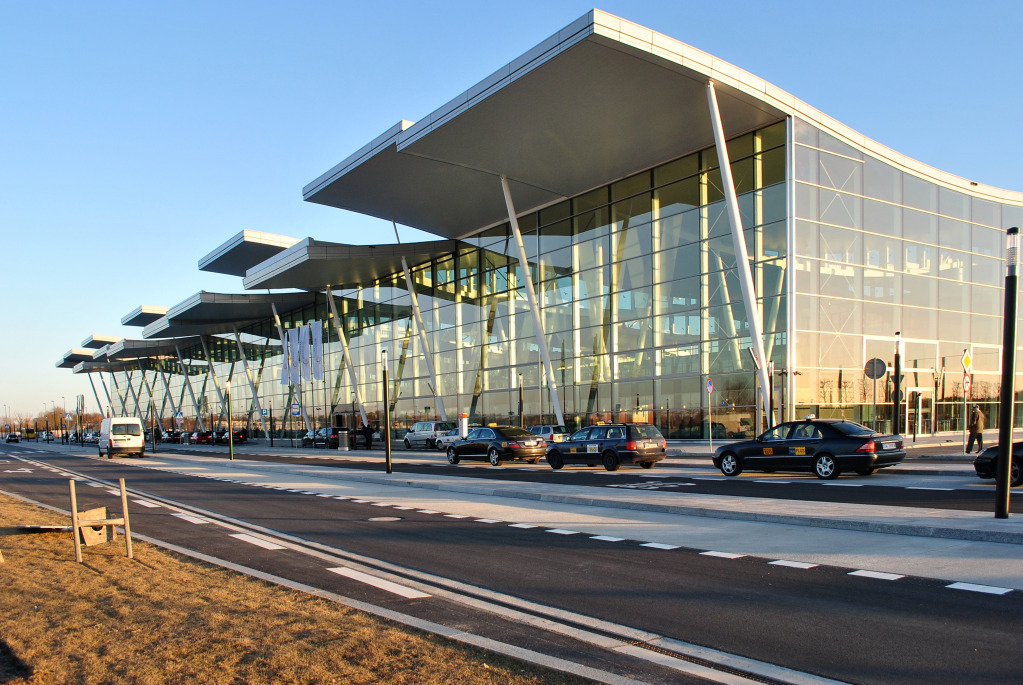
Nikolaus-Kopernikus-Flughafen Wrocław

Der Regionalverkehr wird in der Woiwodschaft Niederschlesien zu großen Teilen durch die regionale Eisenbahngesellschaft Koleje Dolnośląskie betrieben, deren Streckennetz auch in benachbarte Woiwodschaften sowie nach Tschechien und Deutschland reicht. Den Fernverkehr organisiert PKP Intercity.
Das Eisenbahnnetz der Region hatte im Jahr 2019 eine Gesamtlänge von 1.718 Kilometern, wovon 1.086 Kilometer elektrifiziert sind.

### Luftfahrt
Am westlichen Stadtrand der Woiwodschaftshauptstadt befindet sich der internationale Flughafen Wrocław, welcher mit über 3,5 Millionen Passagieren im Jahr 2019 der fünftgrößte Flughafen Polens ist.

## Sport
Überregional bekannt sind die Fußballvereine Śląsk Wrocław und Zagłębie Lubin, welche beide in der höchsten polnischen Liga, der Ekstraklasa, spielen. Erfolgreich ist auch der Speedwayverein WTS Sparta Wrocław. Im Basketball sind die Vereine Śląsk Wrocław und Turów Zgorzelec erwähnenswert.
Auch der alljährlich stattfindende Breslau-Marathon ist von großer Bedeutung.